# Vogelfluglinie

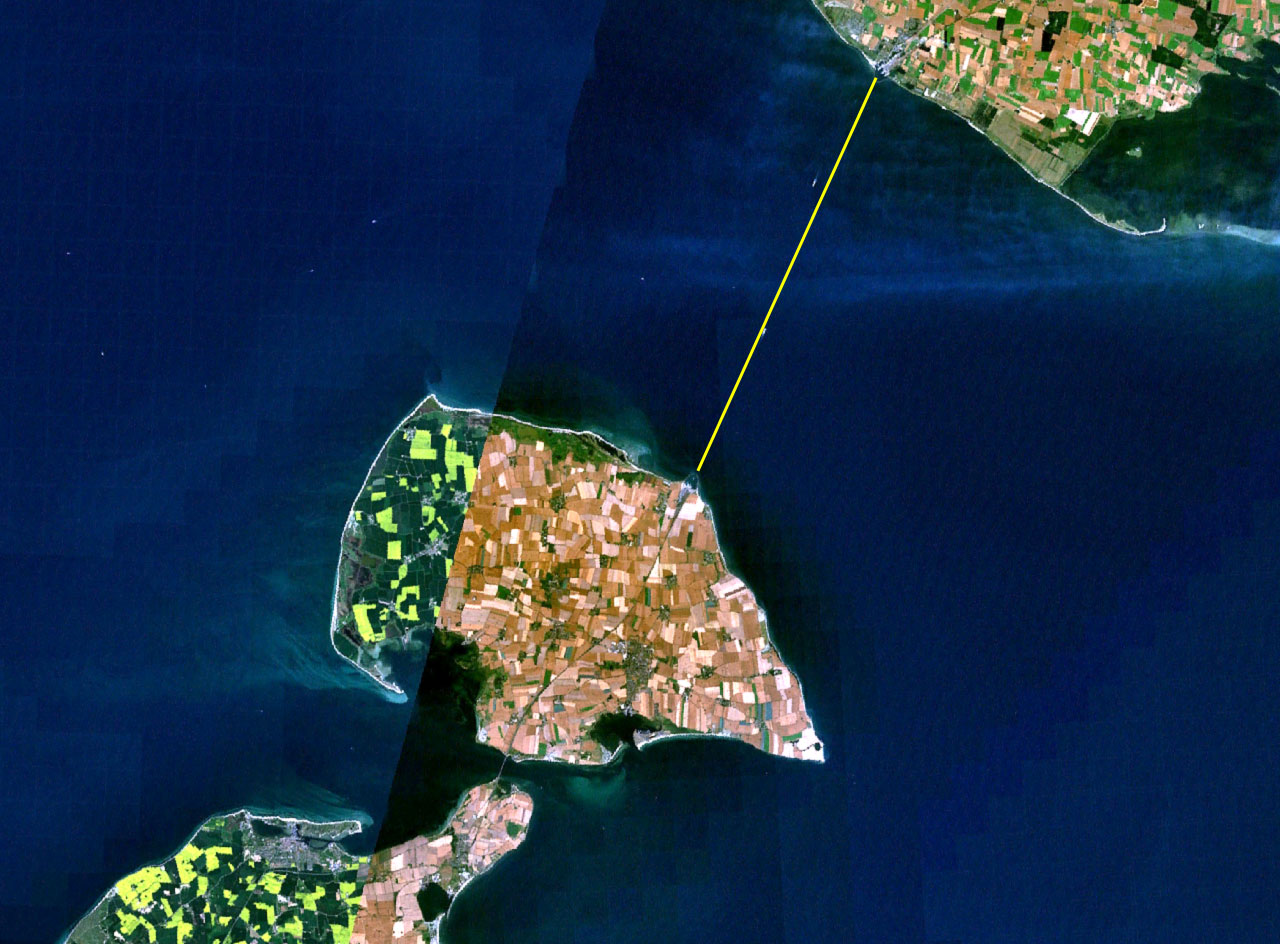
Satellitenbild mit der 19 km langen Fährverbindung der Vogelfluglinie

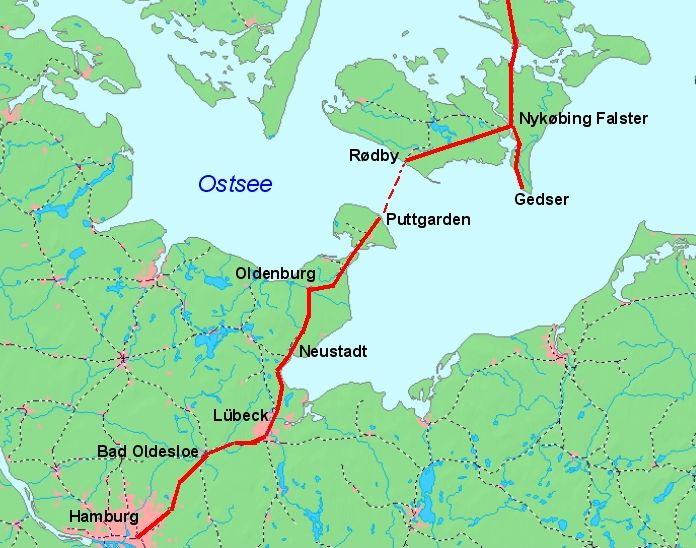
Verlauf der Vogelfluglinie von Hamburg über Lübeck, Fehmarn, Lolland und Falster nach Seeland

Die Vogelfluglinie (dänisch Fugleflugtslinjen) ist die direkte Bahn- und Straßenverbindung zwischen den Großräumen Kopenhagen und Hamburg, die über die Inseln Fehmarn, Lolland, Falster und Seeland verläuft und nur zwischen Puttgarden und Rødbyhavn eine 19 km lange Fährverbindung über den Fehmarnbelt einbezieht. Einhundert Jahre nach den ersten konkreten Plänen wurde die Vogelfluglinie 1963 vom dänischen König Frederik IX. und dem deutschen Bundespräsidenten Heinrich Lübke eröffnet. Ihr Name leitet sich von der parallel laufenden Flugroute der Kraniche und anderer arktischer Wasservögel zwischen Mitteleuropa und Skandinavien ab.
Zum 14. Dezember 2019 wurde die Eisenbahnfährverbindung auf der Vogelfluglinie aufgrund von Gleisarbeiten auf dänischer Seite im Zuge des Baus des Fehmarnbelttunnels eingestellt; stattdessen fahren nun alle Fernverkehrszüge zwischen Hamburg und Kopenhagen über die Jütlandlinie, also über die Strecke Flensburg–Kolding–Odense und die Großer-Belt-Querung.
Ab dem 31. August 2022 wurde der Zugverkehr zwischen Lübeck und Puttgarden durch Busse ersetzt.

## Geschichte
Der Königlich-Dänische Baumeister Gustav Kröhnke legte am 4. Juni 1863 der dänischen Regierung erstmals ausgereifte Pläne über die kürzeste Verbindung zwischen Kopenhagen und Hamburg vor, etwa der Linie folgend, die die Zugvögel bei ihrem Flug in den Süden und zurück nehmen („Vogelflug-Linie“). Im Auftrag des dänischen Königs Christian IX. entwickelte er 1864 eine direkte Reiseroute zwischen Kopenhagen sowie den freien Städten Lübeck und Hamburg über die Territorien der Herzogtümer Schleswig und Holstein, welche damals vom dänischen König in Personalunion regiert wurden. Dazu sollten die Straßen- und Eisenbahnstrecken auf den dänischen Inseln Seeland, Falster und Lolland ausgebaut werden, eine Fährverbindung zur schleswigschen Insel Fehmarn geschaffen werden, der Fehmarnsund mit einem Damm überquert sowie auf dem holsteinischen Festland eine Anschlussstrecke über die Städte Neustadt in Holstein und Lübeck nach Hamburg gebaut werden.
Der Deutsch-Dänische Krieg beendete 1864 die Herrschaft der dänischen Krone in Schleswig und Holstein und verschob die Grenze ihres Einflussbereichs vom Festland zurück auf die Ostsee. Damit endete die weitere Verfolgung des dänischen Großprojekts.

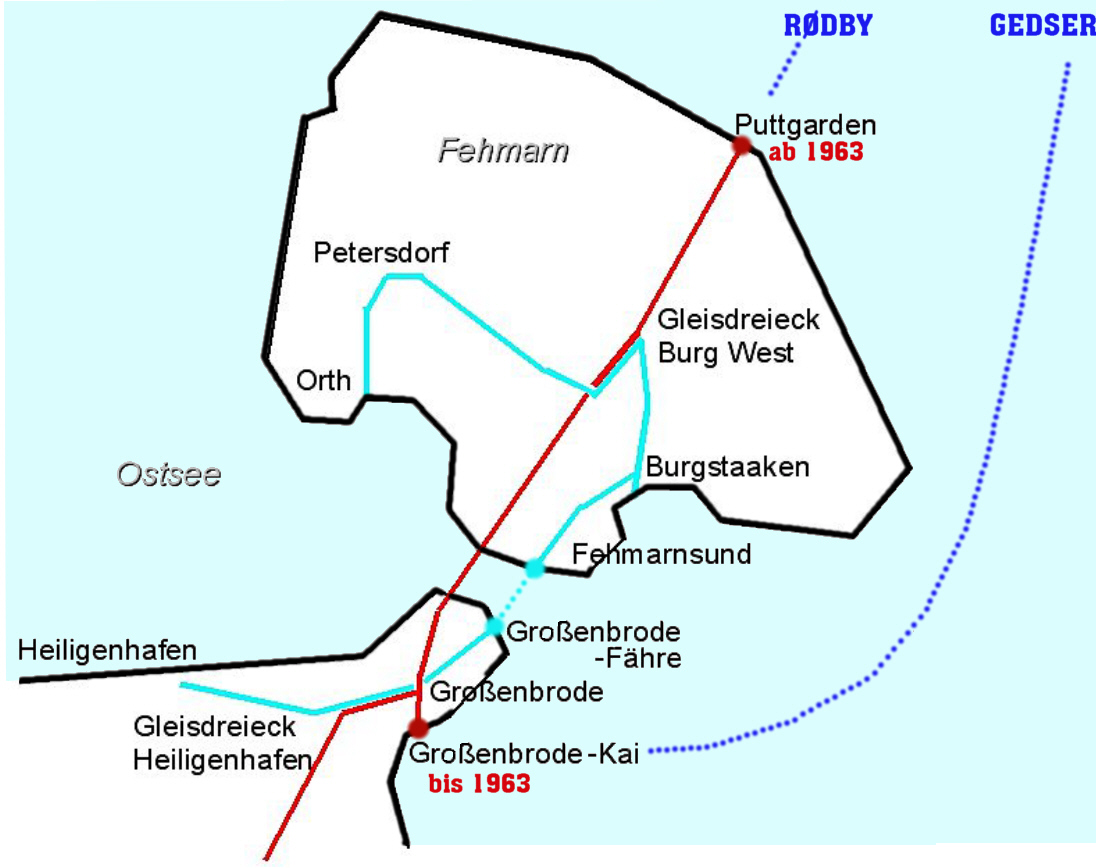
Vogelfluglinie (Rot) und Inselbahn KOE (Hellblau)

Auf dem deutschen Festland konnte der 1863 begonnene, von der dänischen Regierung bis dahin abgelehnte, Streckenneubau von Hamburg nach Lübeck durch die Lübeck-Büchener Eisenbahn (LBE) 1865 zügig abgeschlossen werden. 1866 stellte die Altona-Kieler Eisenbahn-Gesellschaft (AKE) mit ihrer Ostholsteinischen Bahn eine Verbindung zwischen Eutin und Neustadt fertig.
Durch die 1873 eröffnete Neubaustrecke der Eutin-Lübecker Eisenbahn-Gesellschaft (ELE) von Lübeck nach Eutin wurden beide Strecken verbunden, so dass über die einander ergänzenden Strecken dreier Eisenbahngesellschaften binnen eines Jahrzehnts eine durchgehende Verbindung von Hamburg zum Ostseehafen Neustadt entstand. Diese wurde 1881 durch die Strecke von Neustadt nach Oldenburg der Kreis Oldenburger Eisenbahn (KOE) erweitert. Danach stagnierte der Eisenbahnbau jedoch im Dickicht bundesstaatlicher Interessen. 1887 wurde die AKE an die Preußischen Staatseisenbahnen verkauft. 1889 kam dann eine Fortführung nach Lütjenbrode und Heiligenhafen zustande.
Auf den dänischen Inseln Seeland, Falster und Lolland wurde vergleichbar zügig ein Eisenbahnnetz mit Verbindung nach Kopenhagen installiert, mit Nykøbing (1872), Nakskov (1874) und Rødby (1874) reichten diese Neubaustrecken überall bis an die Ostsee.
Da Dänemark ab Gedser bereits eine Postdampferverbindung nach Warnemünde unterhielt, wurde sein neues Eisenbahnnetz kurzerhand von Nykøbing nach Gedser (1886) erweitert und dort ein Fährbahnhof gebaut. Das gesamte Netz gehörte ab 1893 den Dänischen Staatsbahnen (DSB) und der Eisenbahnfährenbetrieb zum Deutschen Reich wurde 1903 über Warnemünde anstelle von Fehmarn mit Dampffähren aufgenommen. Das Königreich Dänemark hatte die Realisierung dieses Projekts 1900 vertraglich mit dem Großherzogtum Mecklenburg vereinbart.

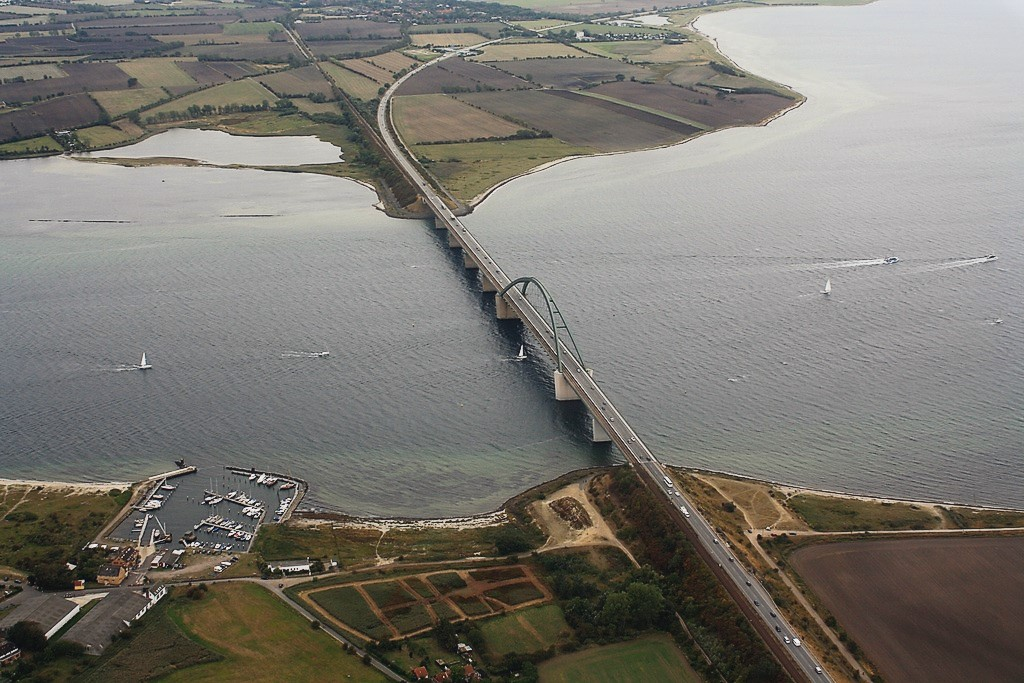
Fehmarnsundbrücke, Blick von Fehmarn zum Festland

Auf Initiative der Kaufmannschaft zu Lübeck wurde 1910 ein Deutsch-Dänisches Komitee zur Förderung der Fehmarn-Route mit Emil Possehl auf dem „Lübecker Sitz“ des Gremiums gegründet. 1912 legten die angesehenen Ingenieure Rudolf Caesar (preußischer Oberbaurat i. R. in Altona) und Martin Krebs (Wasserbaudirektor in Lübeck) eine erste Planung einer Eisenbahnbrücke über den Fehmarnsund vor. Beim Kaiserbesuch im August 1913 in Lübeck wurde Possehl dem Kaiser als „Mann der Nordbahn“ vorgestellt.
Durch Staatsvertrag 1920 wurden die Preußischen Staatseisenbahnen von den Deutschen Reichseisenbahnen übernommen. 1928 wurden vom Bahnhof Neustadt eine direkte Verbindung nach Lübeck über Schwartau hergestellt. Die anderen privaten Eisenbahngesellschaften bauten bis dahin ebenfalls kleinere Teilstrecken in Holstein. Sie wurden alle in der Zeit zwischen 1938 und 1941 in die Deutsche Reichsbahn-Gesellschaft (DRG) eingegliedert.
Da in Dänemark zwischen den Inseln Seeland und Falster von 1933 bis 1937 eine feste Querung des Sunds (Storstrømsbroen) für den Straßen- und Eisenbahnverkehr errichtet worden war, gewann in der Zeit des Nationalsozialismus die direkte Verbindung von Hamburg nach Skandinavien eine hohe militärstrategische Bedeutung. Die ersten baureifen Pläne für eine „Vogelfluglinie“ (Fehmarnsund-Brücke und Fährverbindung nach Dänemark) entstanden nach der deutschen Besetzung Dänemarks 1940 im Auftrag des Hamburger Gauleiters Karl Kaufmann durch den Architekten Heinrich Bartmann. Gegenüber dem alten Plan von 1912 sollte eine Fehmarnsund-Brücke nun neben der Eisenbahntrasse auch die vierstreifige Reichsautobahn RAB 90 bis nach Kopenhagen anbinden. Bartmann schlug hierzu schon damals auch der Bau einer Überbrückung des Fehmarnbelts vor. Im September 1941 begann die Organisation Todt mit Dammaufschüttungsarbeiten und dem Bau einer kleinen Autobahnbrücke am Fehmarnsund. Die Bauarbeiten mussten aber 1943 kriegsbedingt wieder eingestellt werden. Der Fährverkehr zwischen dem Deutschen Reich und Dänemark wurde bis zum Kriegsende weiterhin über das Trajekt Warnemünde–Gedser abgewickelt.
Nach Kriegsende wurde 1947 der Fährverkehr von Gedser nach Warnemünde von den DSB wiederaufgenommen.
Unmittelbarer Vorläufer der Fährverbindung Puttgarden–Rødby war die 69 km lange Verbindung über die Eisenbahnfähre Großenbrode–Gedser von 1951 bis 1963, ab Beginn mit den alten dänischen Dampffähren Danmark und Prins Christian, seit 1953 auch mit dem neuen Fährschiff Deutschland der Deutschen Bundesbahn.

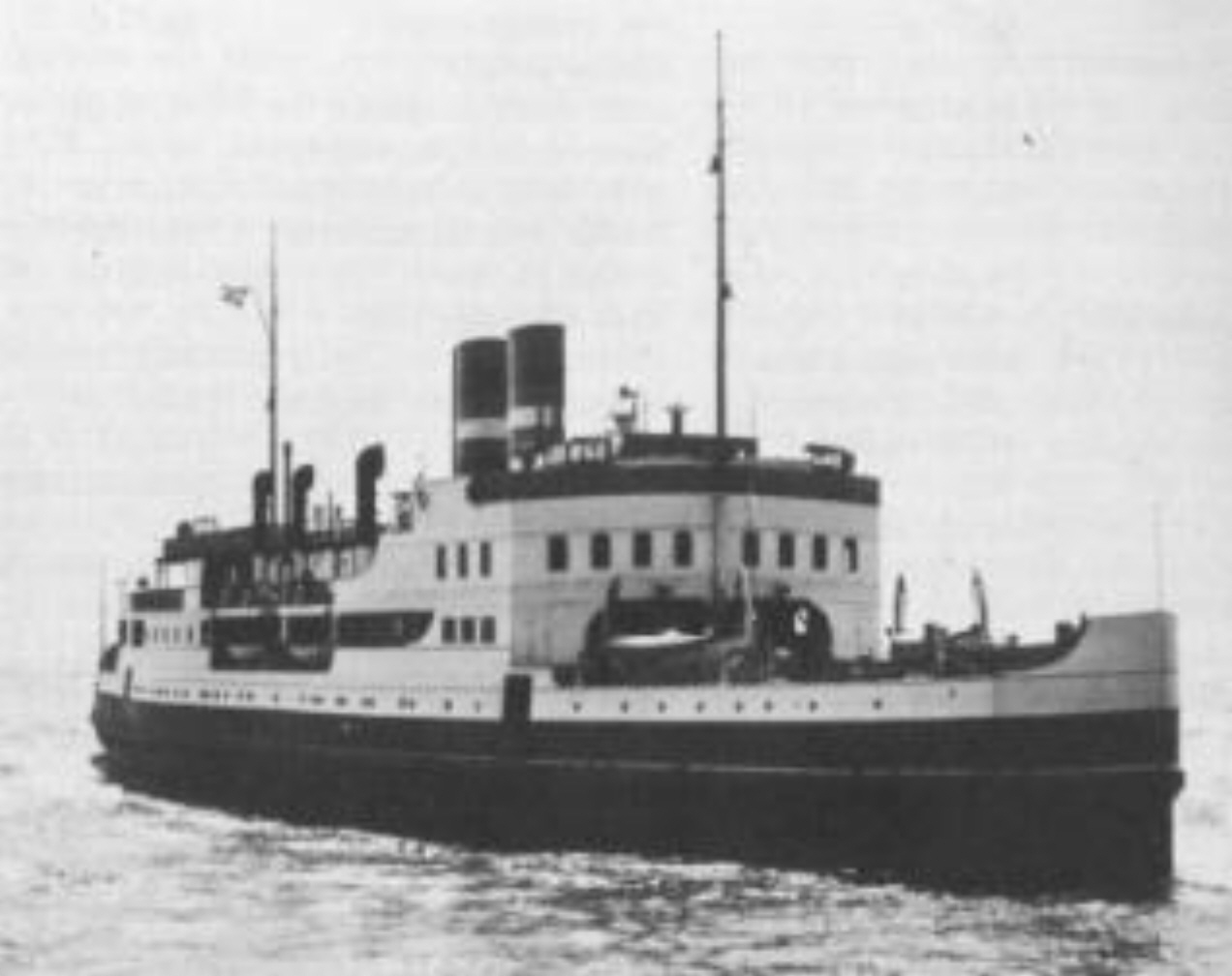
Dänische Dampffähre Danmark 1951–1963
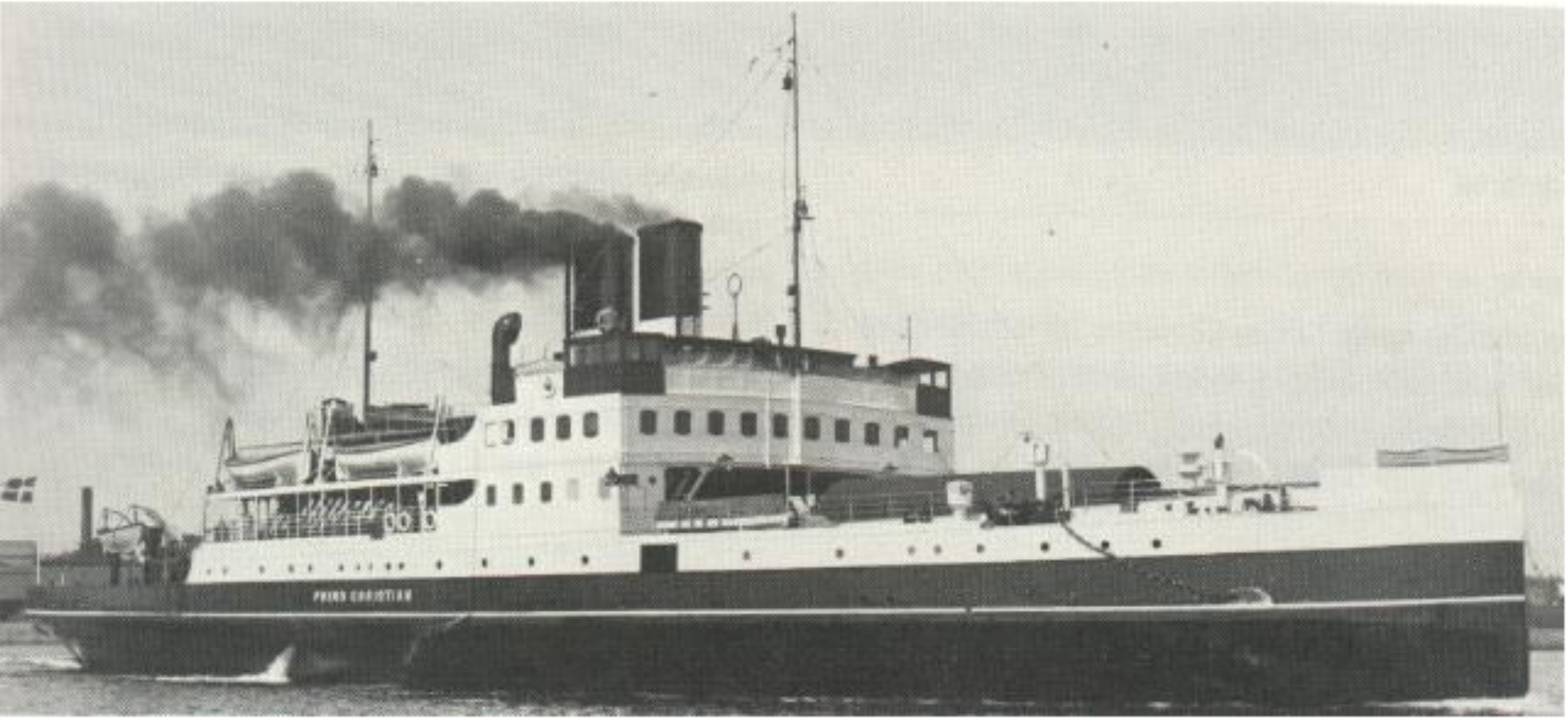
Dänische Dampffähre Prins Christian 1951–1954
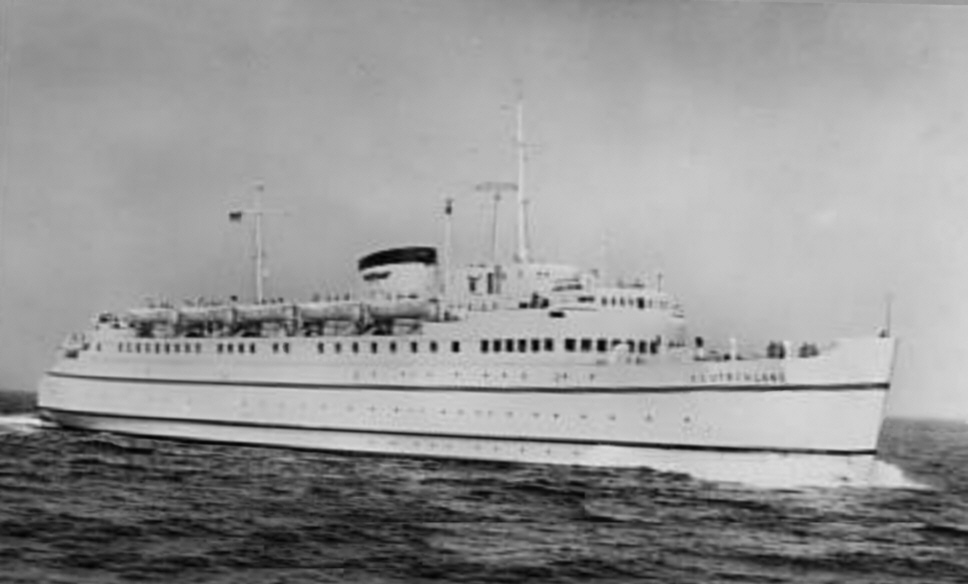
Deutsches Fährschiff Deutschland 1953–1963
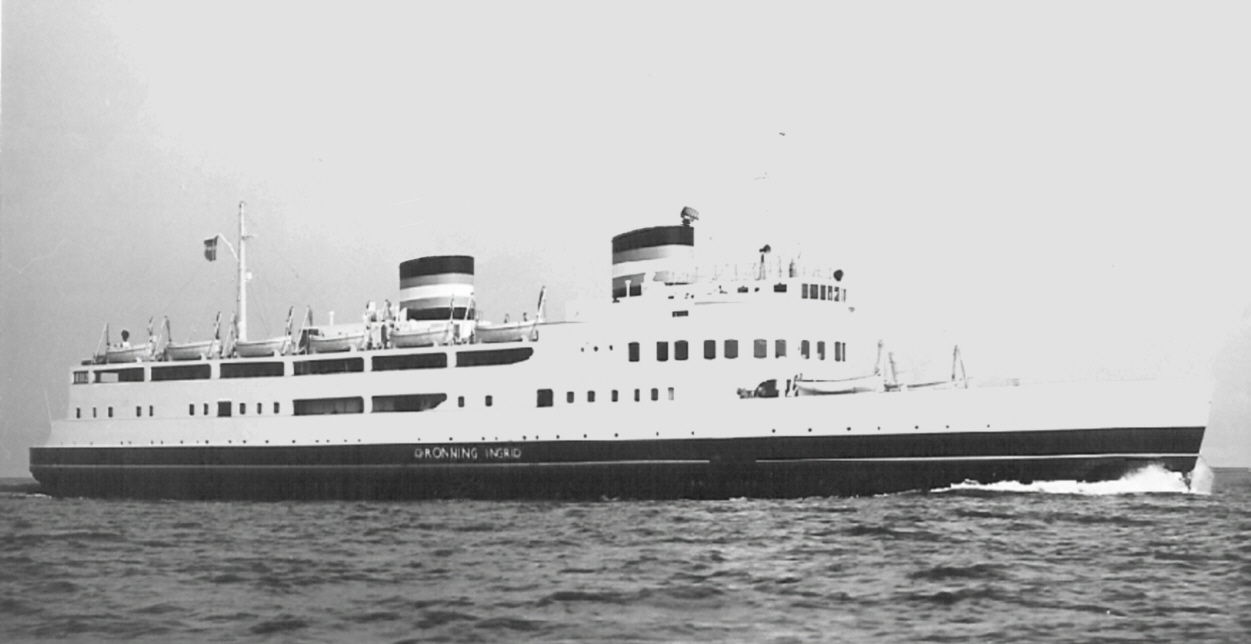
Dänisches Fährschiff Dronning Ingrid 1954–1963
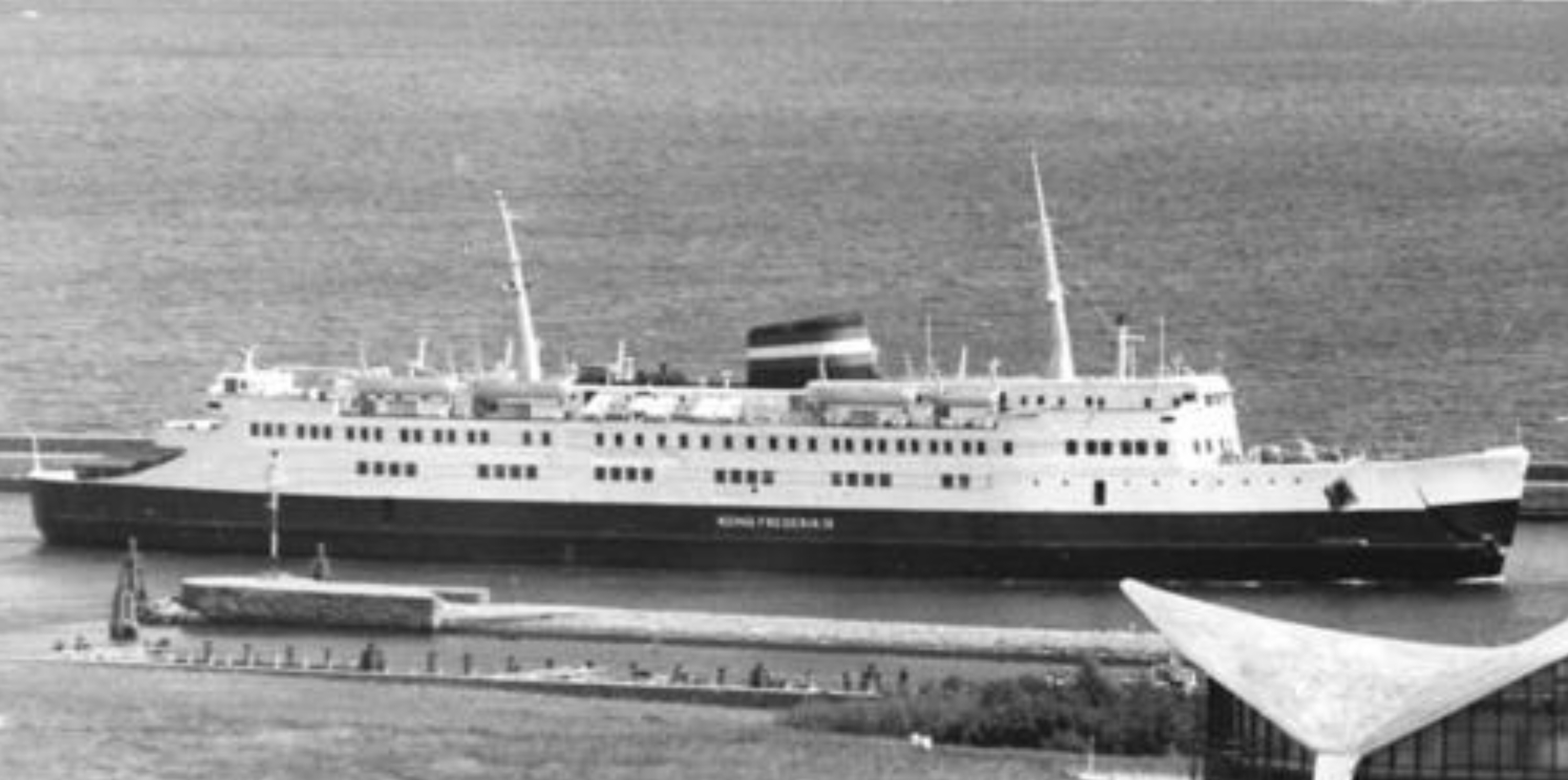
Dänisches Fährschiff Kong Frederik IX 1954–1963
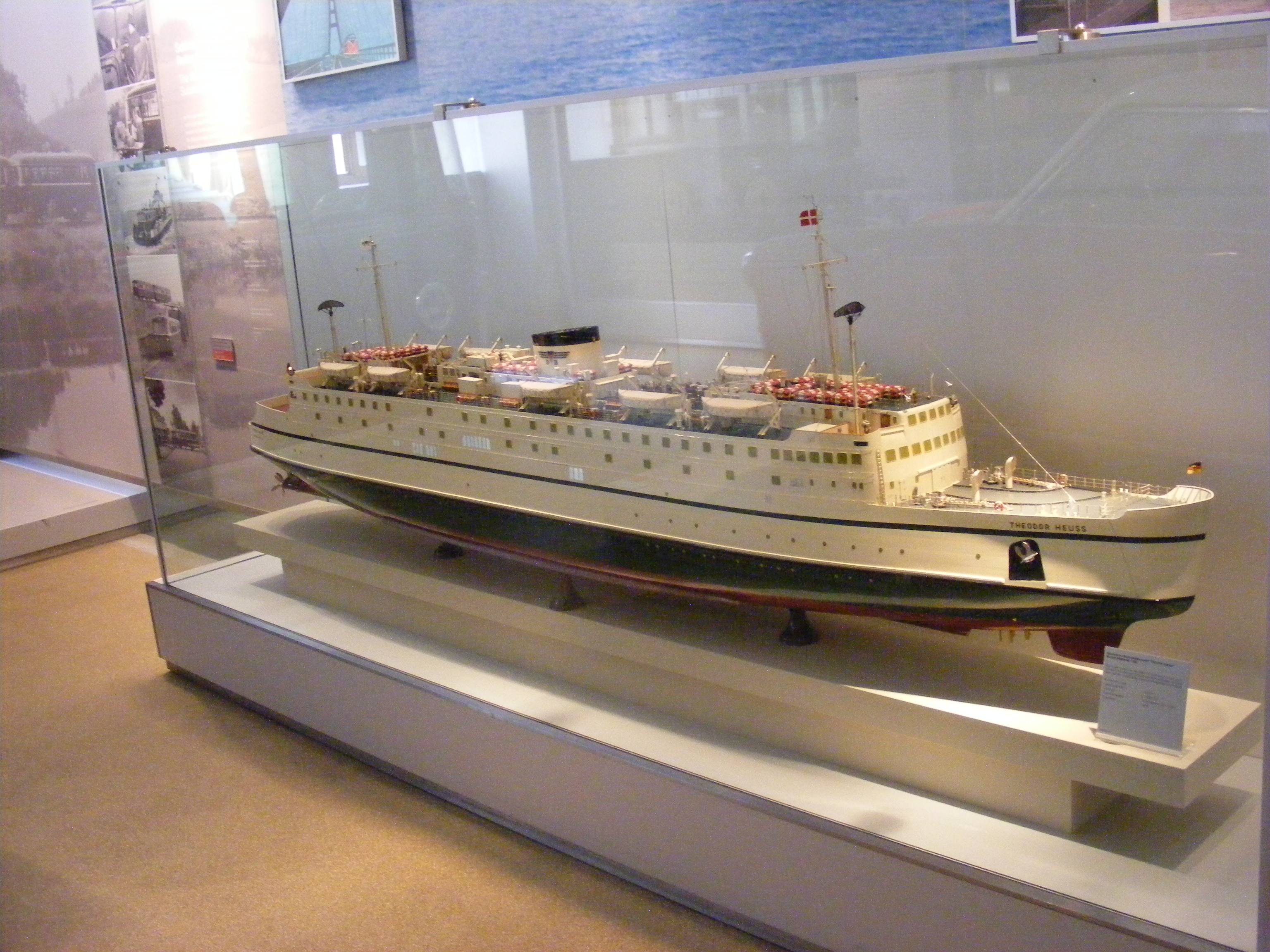
Deutsches Fährschiff Theodor Heuss 1957–1997, Modell im DB-Museum Nürnberg

Anfang 1958 griff man die Pläne von 1941 wieder auf und begann mit dem Bau der Fehmarnsund-Brücke sowie der Hafen- und Gleisanlagen im Bahnhof Puttgarden und in Rødbyhavn. Die feierliche Einweihung der Fährverbindung über den Fehmarnbelt fand am 14. Mai 1963 in Anwesenheit des Bundespräsidenten Heinrich Lübke und des dänischen Königs Frederik IX. statt. Vom ersten Plan 1863 bis zur Einweihung 1963 dauerte es also ein Jahrhundert, ein Großteil des Frachtverkehrs aber hatte sich in dieser Zeit von der Schiene auf die Straße verlagert. Die Vogelfluglinie ermöglichte eine direkte Eisenbahn- und Straßenverbindung zwischen Kopenhagen und Hamburg. Die Straßenverbindung zwischen Heiligenhafen-Ost und Fehmarn blieb immer eine Bundesstraße. Sie soll als Hinterlandanbindung zur Festen Fehmarnbeltquerung zur Bundesautobahn ausgebaut werden.
Über die Vogelfluglinie verkehrten seitdem viele bedeutende Fernverkehrszüge wie beispielsweise der Nord-Express (Kopenhagen–Paris) und der Italia-Express (Kopenhagen–Rom). Hinzu kam ein reger Güterzugverkehr. So wurden 1994 beispielsweise 190.757 Güterwagen trajektiert. Die vier halbstündlich verkehrenden Fährschiffe beförderten im Jahr 2003 0,28 Mio. Lastkraftwagen (Lkw), 1,6 Mio. Personenkraftwagen (Pkw) und 6,4 Mio. Passagiere, 2010 sogar 0,35 Mio. Lkw, 1,6 Mio. Pkw und 6,2 Mio. Passagiere. Allerdings wurde die Trajektierung von Güter- und Reisezugwagen mit der Umstellung auf Doppelendfähren 1997 eingestellt und es wurden seitdem nur noch Dieseltriebzüge (ICE-TD, IC3) über die Fährstrecke befördert, auch das endete im Dezember 2019. Seit dem 15. Dezember 2019 gibt es keine planmäßige Beförderung von Eisenbahnfahrzeugen mehr mit den Fähren.

## Fährschiffe auf dem Fehmarnbelt

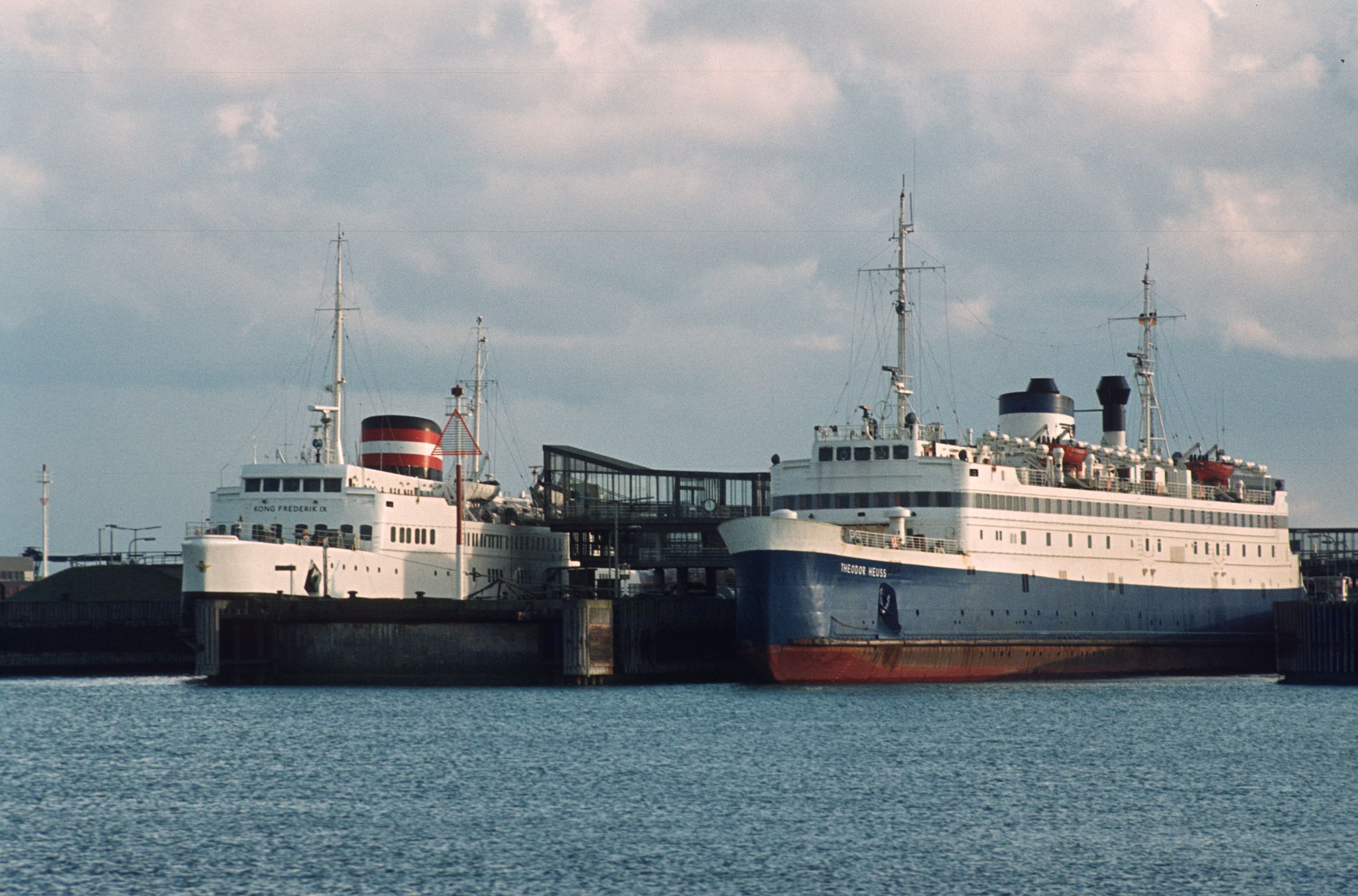
Fährbahnhof Puttgarden, an den Anlegern befinden sich das Fährschiff Kong Frederik IX der DSB und das Fährschiff Theodor Heuss der DB, Juli 1981

Die Fährschiffe Deutschland, Theodor Heuss und Kong Frederik IX nahmen den Fährbetrieb 1963 mit täglich insgesamt 18 Doppelfahrten auf. Da die drei Fähren wegen des fortwährenden Anstiegs der Passagier- und Güteraufkommen nicht ausreichten, wurde die Flotte entsprechend erweitert und modernisiert. Die maximale Auslastung wurde in den 1990er Jahren jeweils während der Gültigkeit der Sommerfährpläne erreicht, als sechs Fährschiffe die Linie im 30-Minuten-Takt mit insgesamt 48 Doppelfahrten (also insgesamt 96 Beltquerungen) täglich bedienten.
Die durchschnittliche Fahrzeit verkürzte sich seit 1997 mit Einführung der neuen Fährschiffe von 60 auf 45 Minuten. Die kürzere Fahrzeit resultiert daraus, dass die Schiffe zuvor auf der Fahrt von Dänemark nach Deutschland jeweils einmal nach dem Auslaufen in Rødbyhavn und vor dem Einlaufen in Puttgarden auf See drehen mussten. Die neuen Fährschiffe sind Doppelend-Fähren, die den Fehmarnbelt in beiden Richtungen ohne Drehen überqueren. Die Doppelend-Fähren verfügen nur noch über ein Eisenbahngleis; frühere Fährschiffe hatten drei Gleise.

### Be- und Entladung

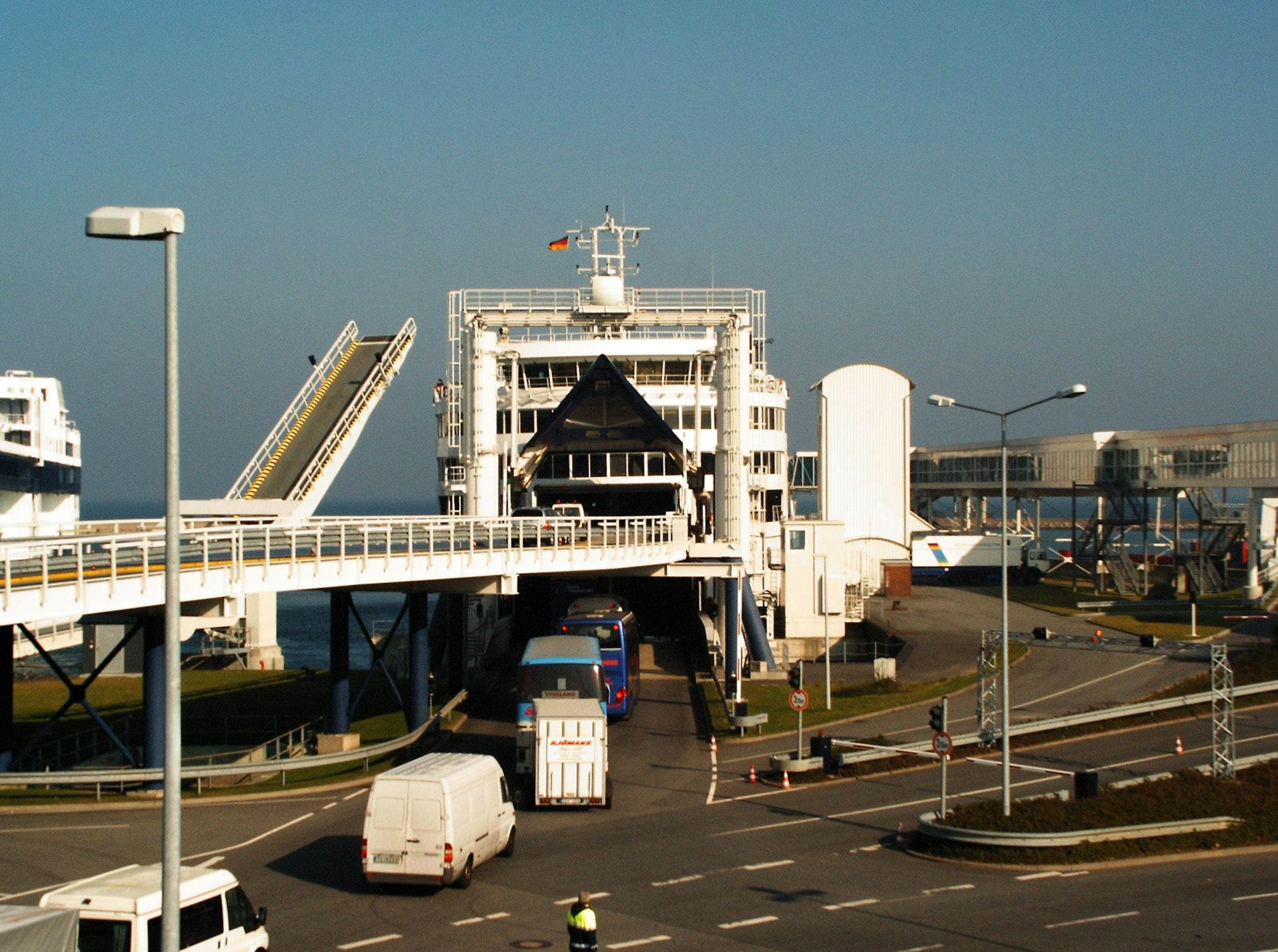
Fähre in Puttgarden, oben: Zufahrt für Pkw, unten: Zufahrt für Züge und Lkw, 2005

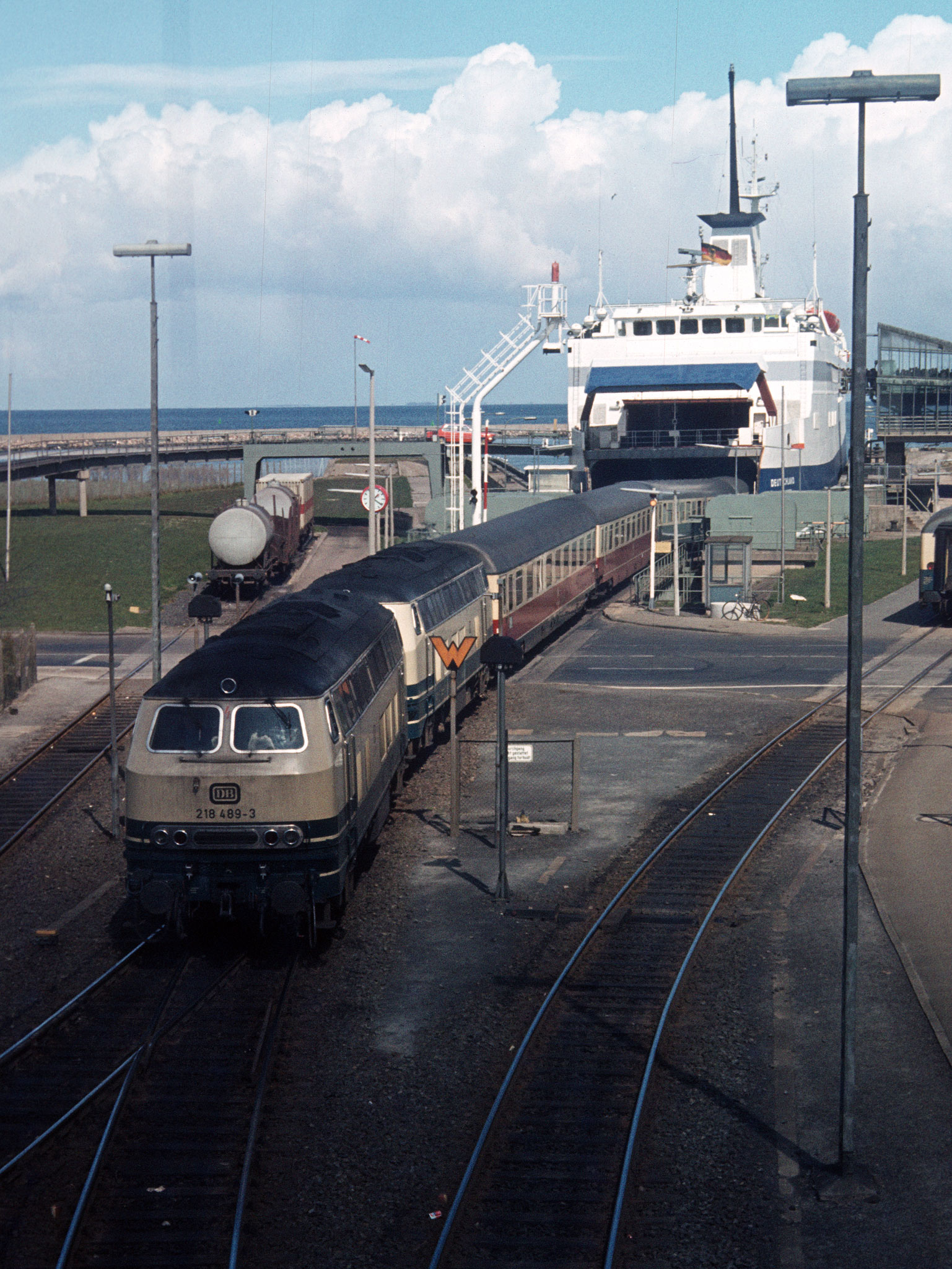
Zwei Lokomotiven der Baureihe 218 ziehen einen Intercityzug von Bord des Fährschiffes Deutschland

Bei der Be- und Entladung benutzen Lastkraftwagen (und bis 2019 auch Züge) das unterste Deck, leichtere Pkw und Wohnwagen die darüberliegenden Decks. In den Häfen sind mehrere Rampen und Straßenfahrspuren vorhanden, so dass zeitgleich alle Decks innerhalb von 15 Minuten komplett be- und entladen werden können.
Bis 1993 wurden die Züge verladen, indem die Lok im Hafen abgekuppelt und die Wagen von einer weiteren Lok auf das Fährschiff geschoben wurden. Im Zielhafen zog eine andere Lok die Wagen zur Weiterfahrt vom Schiffsdeck. Mit der Einführung der dieselelektrischen IC3-Züge konnte das Rangieren entfallen. Dasselbe Verfahren war bereits in den späten 1950er und 1960er Jahren mit den seinerzeit von der Deutschen Bundesbahn eingesetzten VT-12.5-Triebzügen praktiziert worden. Die dänischen IC3-Züge bedienten bis zum Fahrplanwechsel am 15. Dezember 2019 den gesamten Eurocity-Verkehr zwischen Kopenhagen und Hamburg. Die nach dem Fahrplanwechsel 2007 eingesetzten ICE-TD-Triebzüge der Deutschen Bahn sind seit Oktober 2017 nicht mehr in Betrieb. Nach Einstellung des Eisenbahntrajekts auf der Vogelfluglinie im Dezember 2019 werden alle Fernverkehrszüge zwischen den Metropolen Hamburg und Kopenhagen über die Jütlandlinie, also über die Strecke Flensburg–Kolding–Odense und die Große-Belt-Querung geleitet.

### Unfälle und Havarien
Die meisten Unfälle resultierten aus Starkwinden oder waren durch besonders starke und plötzlich auftretende Strömungen verursacht:
- Am 4. Juli 1965 kollidierte das Fährschiff Deutschland mit dem Küstenmotorschiff Denia, das gleichzeitig in den Hafen von Rødbyhavn einlief.
- Am 14. März 1969 rammte nach 22 Stunden schwerem Orkan im Fehmarnbelt das Fährschiff Theodor Heuss beim Einlaufversuch die Puttgardener Ostmole ohne Verletzte.
- Am 23. Juli 1969 kollidierte das Fährschiff Deutschland im dichten Nebel mit der Puttgardener Ostmole. Es gab zahlreiche Verletzte.
- Am 14. März 1991 um 4 Uhr wurde im dichten Nebel vor Rødbyhavn das Fährschiff Dronning Margrethe II mittschiffs vom finnischen Frachter Bore Britannica gerammt. Die Fähre wurde auf Grund gesetzt und konnte erst zwei Wochen später abgeschleppt werden. Es entstand hoher Sachschaden an der Ladung und eine Mitarbeiterin der DSB verunglückte tödlich.[15]
- Am 11. Oktober 1997 rammte das Fährschiff Schleswig-Holstein zweimal die Puttgardener Ostmole. Beim Eindocken in der Lübecker Flender-Werft kippte der Schiffskörper.
- Im Dezember 1997 lief das Fährschiff Schleswig-Holstein in Rødbyhavn auf Grund.
- Am 19. Juni 2001 um 13 Uhr prallte das Fährschiff Prins Richard bei der Einfahrt auf die Puttgardener Ostmole. Die Hafenbegrenzung wurde dabei zerstört und das Schiff musste von zwei Schleppern freigeschleppt werden.[16]
- Am 24. August 2009 um 4 Uhr überfuhr das Fährschiff Schleswig-Holstein kurz nach der Ausfahrt aus Puttgarden die amerikanische Segelyacht Mahdi.[17][18]

### Geschichte der Fährschiffe
Folgende Fährschiffe waren seit Aufnahme des Betriebes 1963 im Einsatz:
Auf deutscher Seite brachte die Deutsche Bundesbahn (DB) eigene hierfür beschaffte Fähren ein, überließ diese 1993 dem mit der DR gemeinsam geschaffenen Rechtsnachfolger Deutsche Fährgesellschaft Ostsee (DFO) und übergab sie 1998 an die aus den dänischen Staatsbahnen ausgegliederte Betriebsgesellschaft Scandlines, die die Untereinheit ScandLines Deutschland bilden:
- Die 1953 gebaute Deutschland verband zunächst Großenbrode mit Gedser und war von 1963 bis 1972 auf der Vogelfluglinie im Einsatz; 1972 wurde sie an Griechenland verkauft und 1979 abgewrackt.
- Die 1957 gebaute Theodor Heuss war hier im Einsatz von 1963 bis 1997, übernahm ab 1981 die Aufgabe als Gefahrgutfähre und wurde 1997 abgewrackt.[20]
- Die 1972 erbaute Deutschland war im Einsatz bis 1997 und wurde 1999 abgewrackt.[21]
- 1986 folgte Karl Carstens, war im Einsatz bis 1997, wurde danach umgebaut zum Ölplattformschiff Helix Producer[22][23]
- 1997 übernahmen die Doppelendfähren Deutschland und Schleswig-Holstein
- Seit 2017 unterstützt die frühere dänische Intercityfähre Kronprins Frederik regelmäßig an den mit LKW verkehrsreichsten Tagen dienstags, mittwochs und donnerstags sowie bei Bedarf auch an weiteren Tagen auf dieser Strecke.[24]

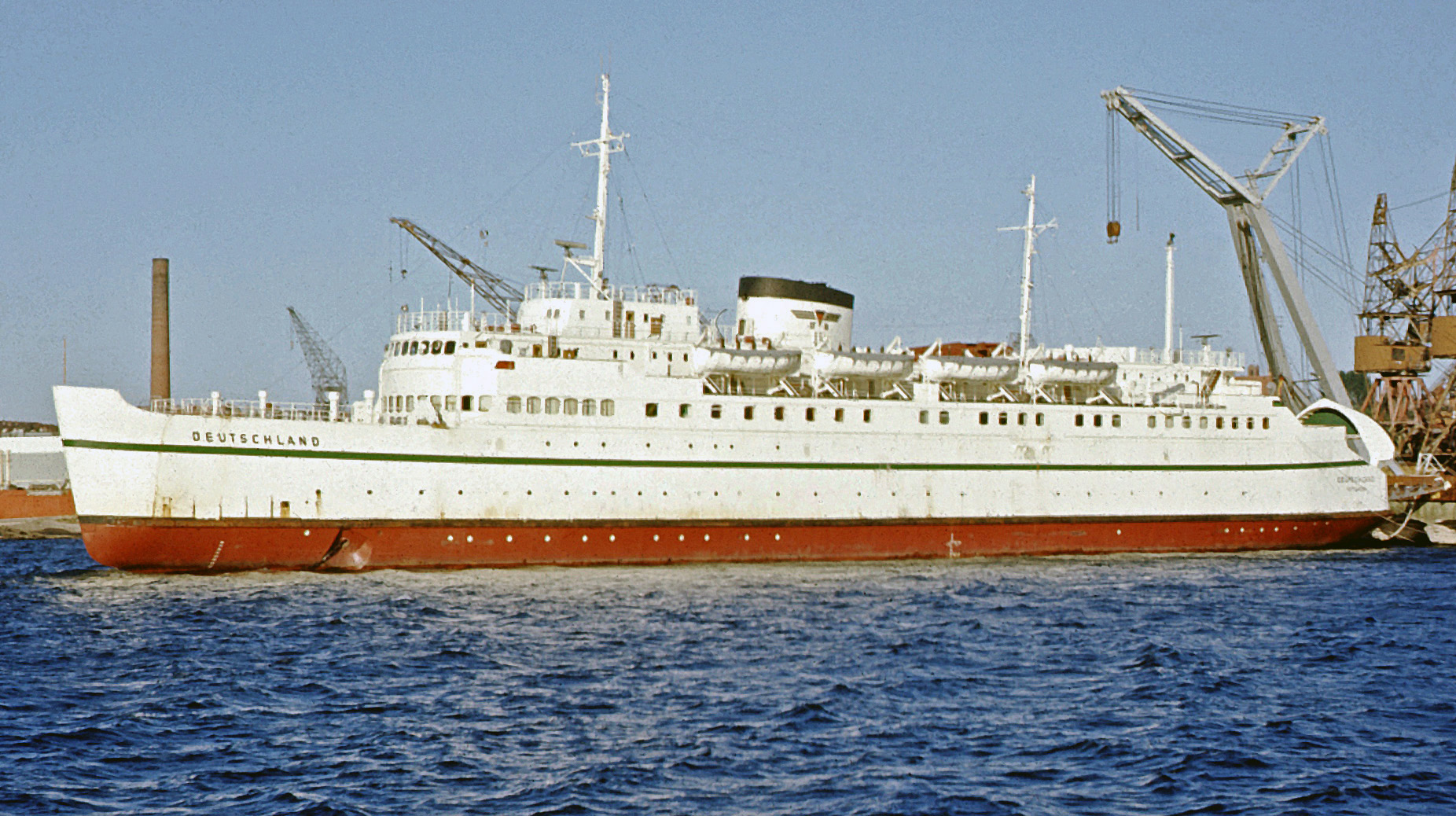
Fährschiff Deutschland (II) (D, 1963–1972)
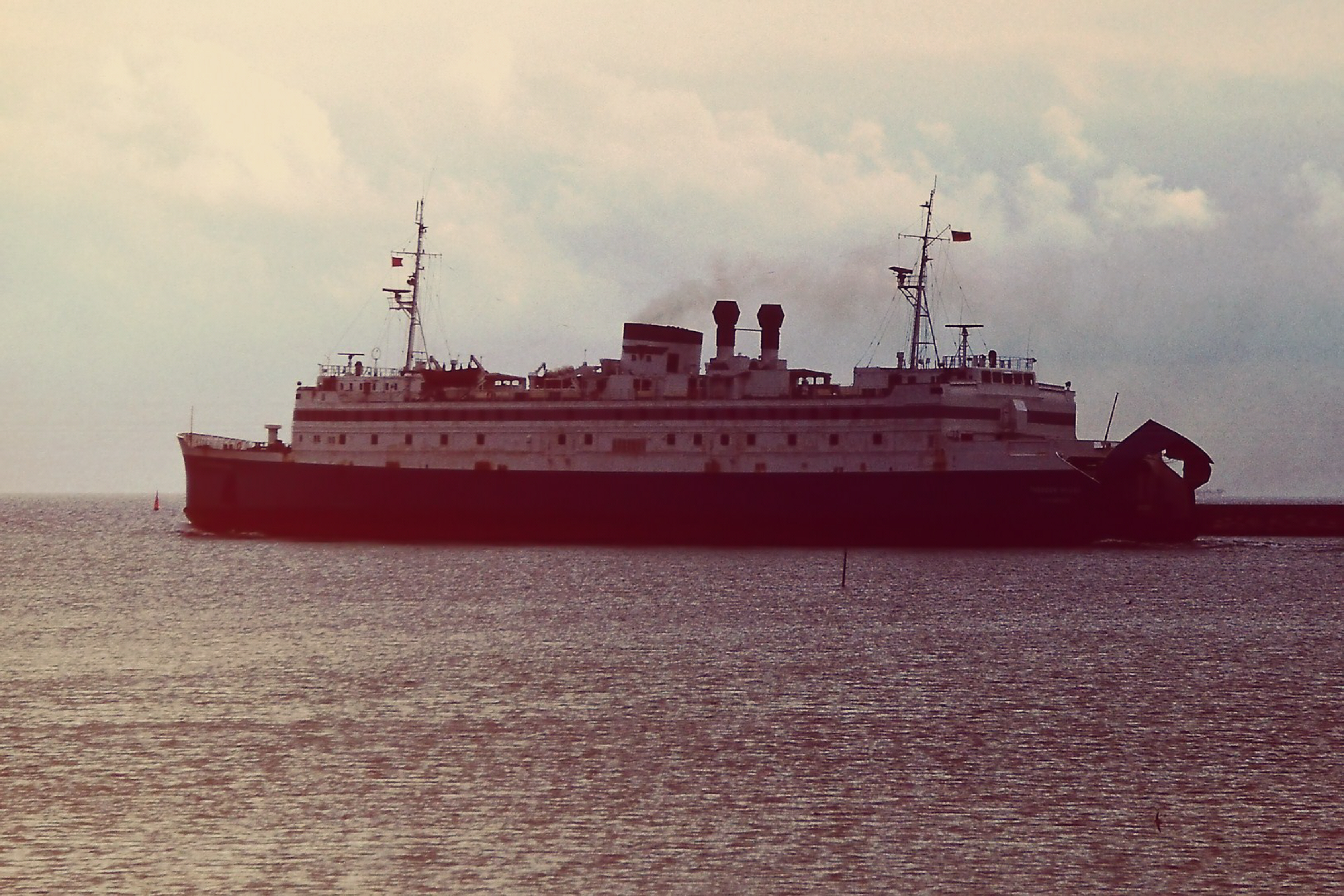
Fährschiff Theodor Heuss (D, 1963–1997)
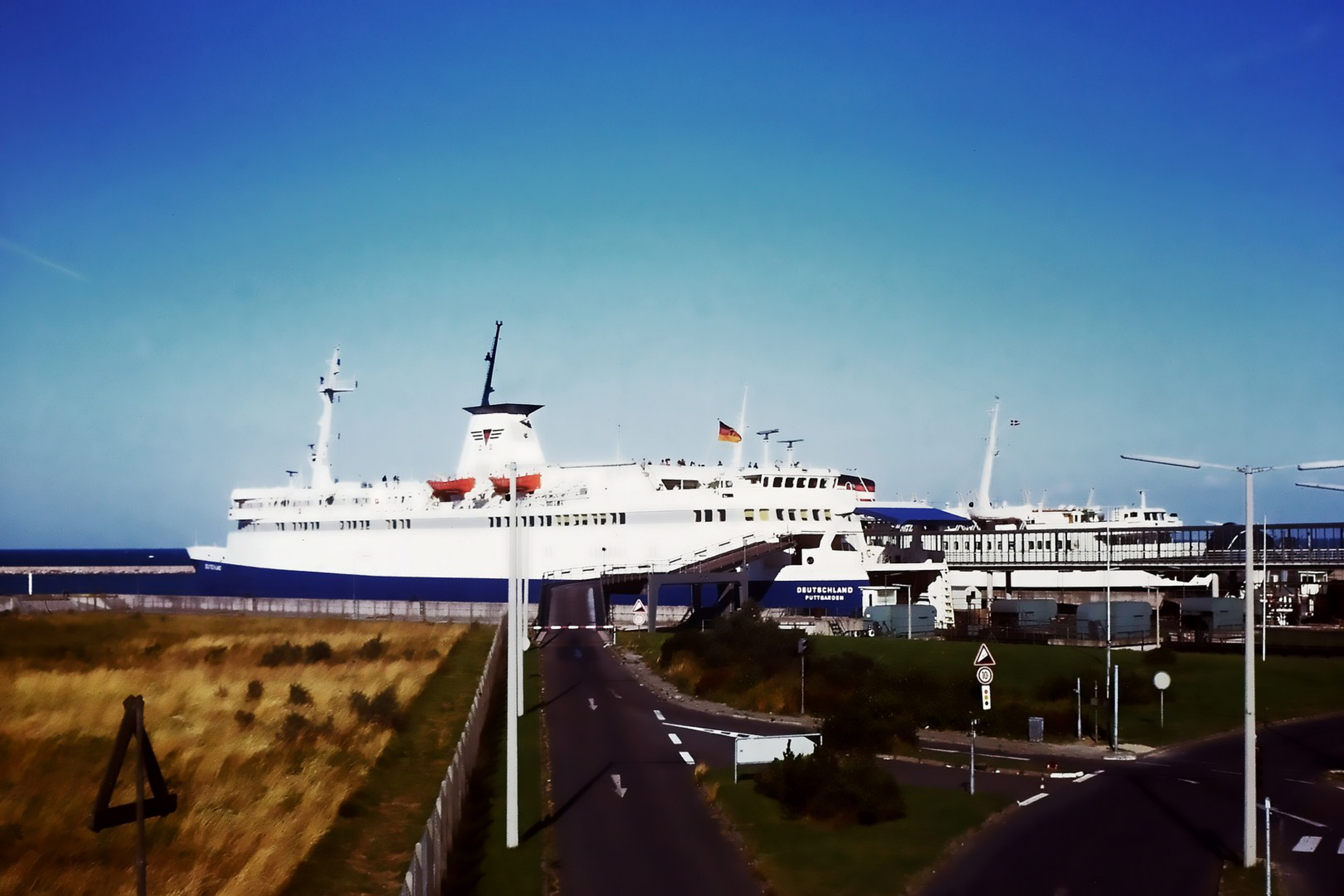
Fährschiff Deutschland (III) (D, 1972–1997)
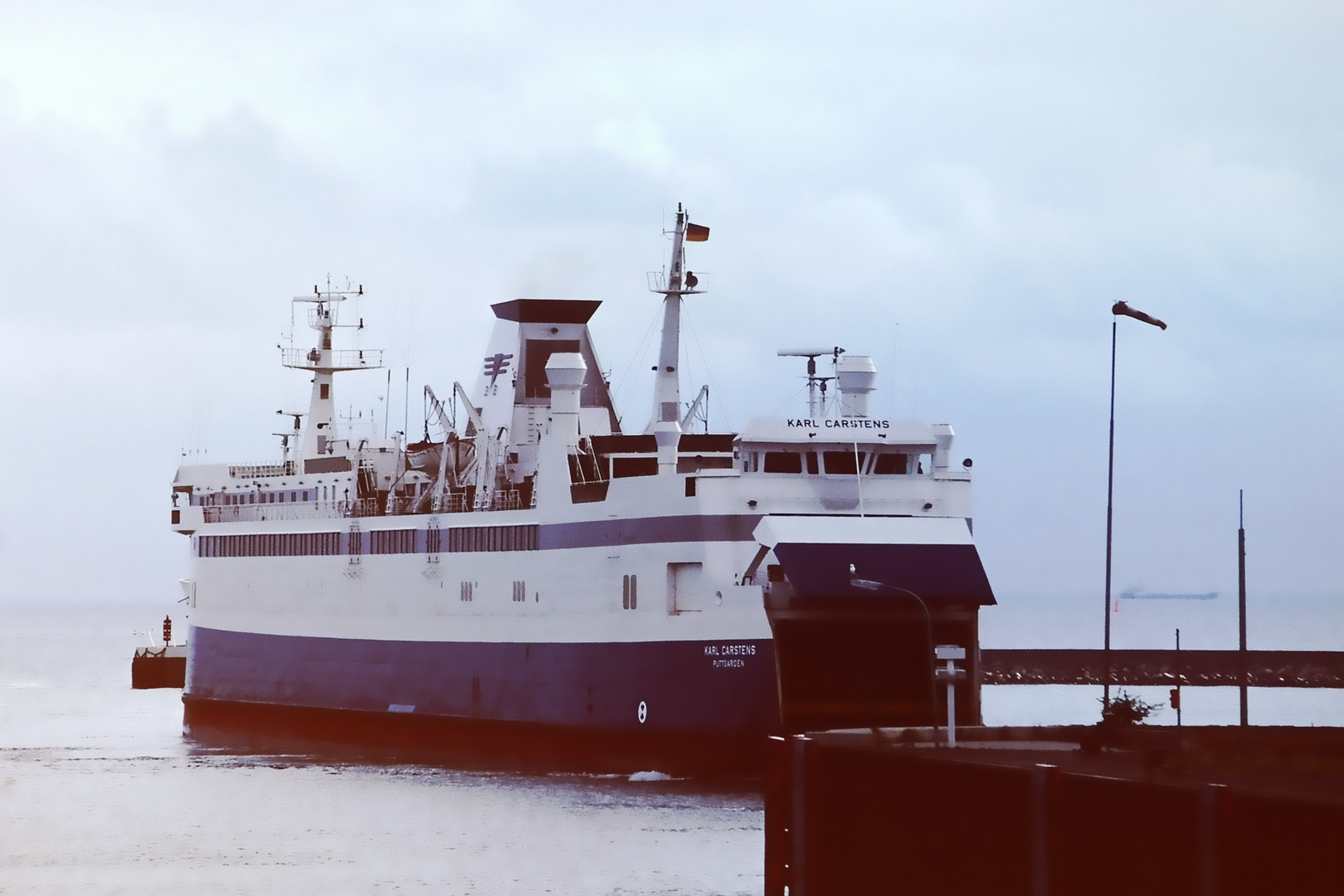
Fährschiff Karl Carstens (D, 1986–1997)
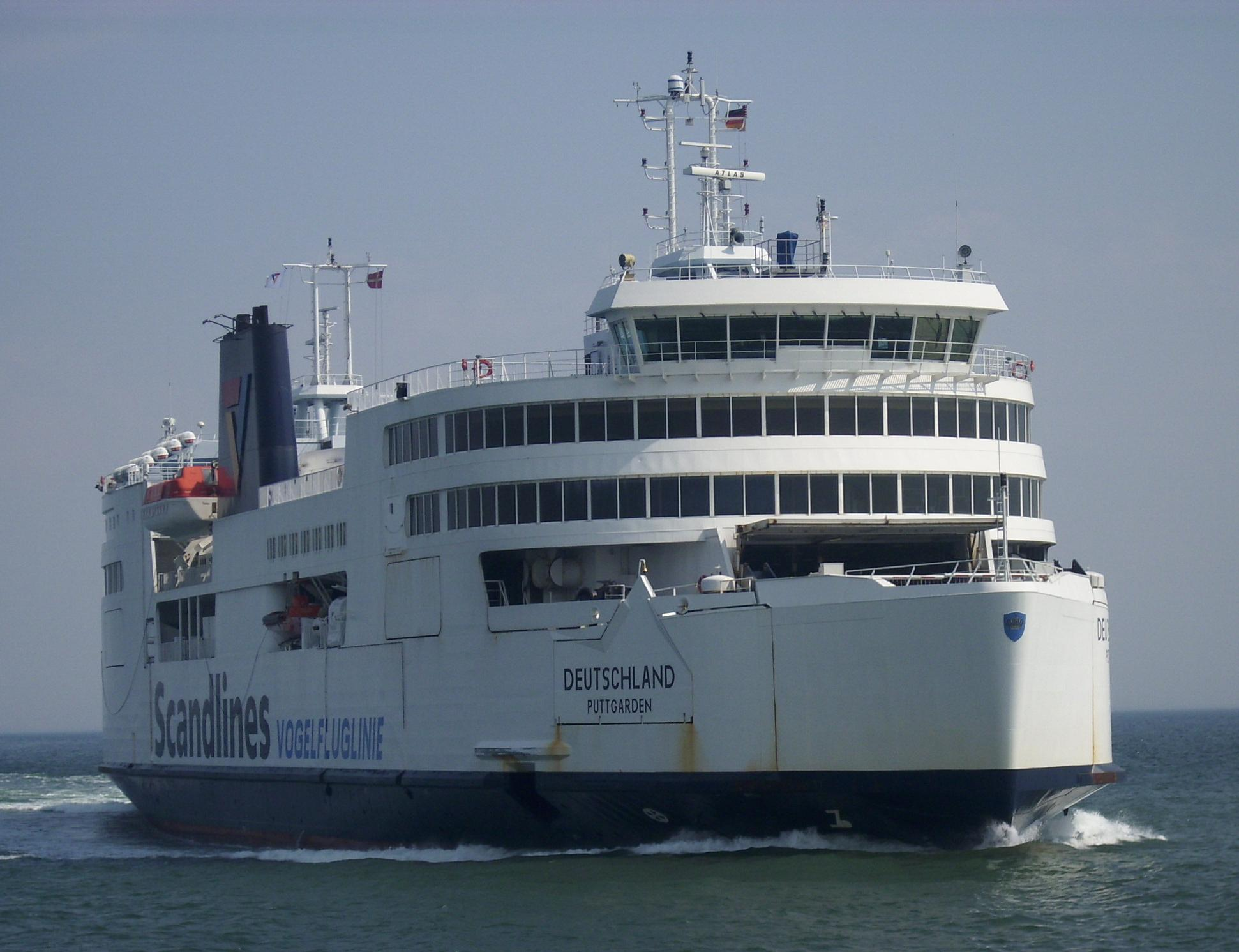
Fährschiff Deutschland (IV) (D, ab 1997)
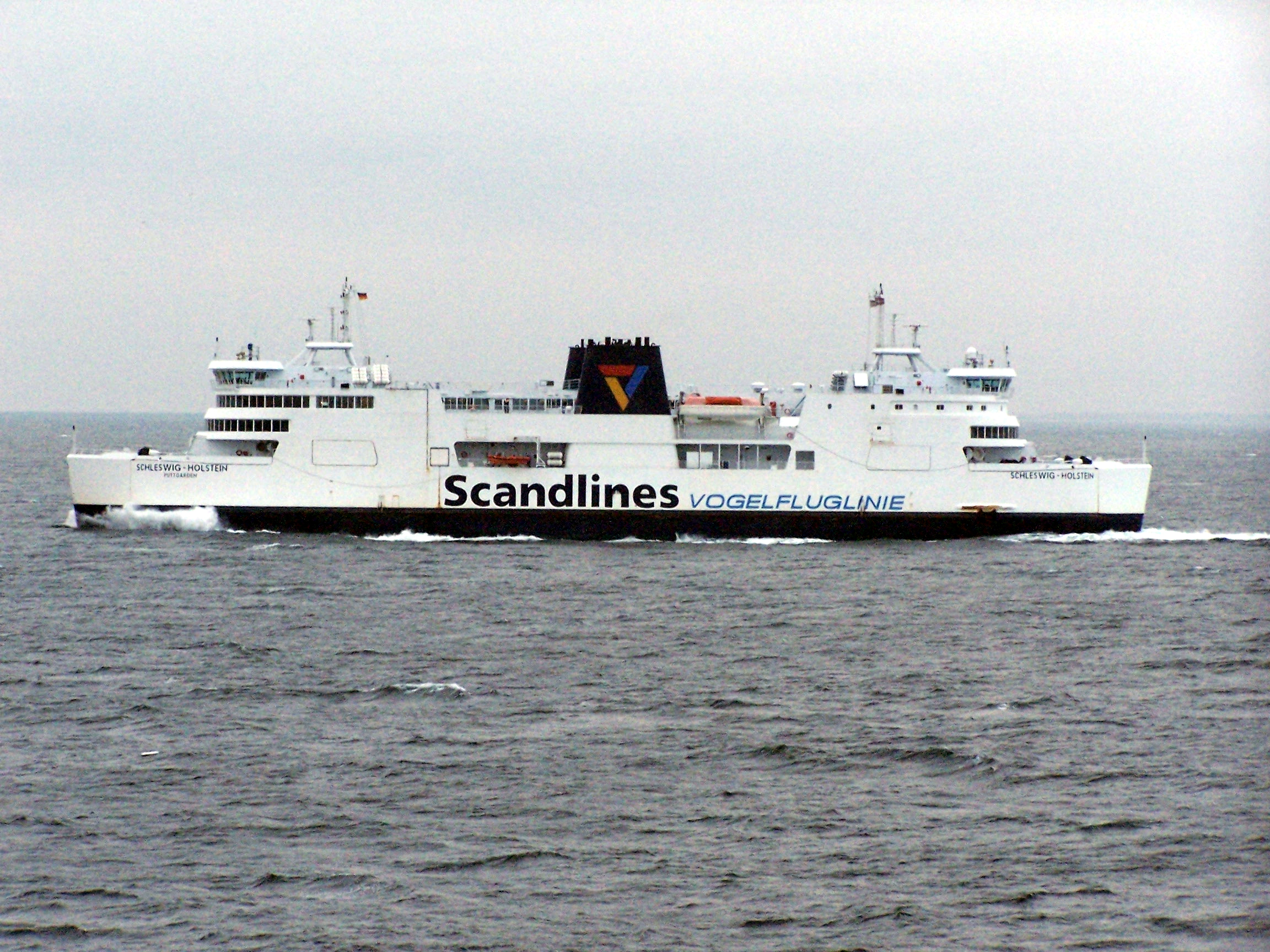
Fährschiff Schleswig-Holstein (D, ab 1997)

Auf dänischer Seite betrieb die Dänische Staatsbahn (DSB) die Fährlinie zunächst selbst mit eigenen Fähren, gliederte die Betriebsgesellschaft aber aus und gründete damit als Rechtsnachfolger die Scandlines und verwaltet diese Fähren als ScandLines Danmark:
- Die 1954 gebaute Kong Frederik IX fuhr zunächst zwischen Großenbrode und Gedser, kam von 1963 bis 1968 zum Einsatz auf der Vogelfluglinie und wurde 2005 abgewrackt.[25]
- Die 1959 gebaute Prinsesse Benedikte übernahm im Sommer Verstärkerfahrten bis 1987 und wurde 2001 abgewrackt.[26]
- Der Neubau von 1961 Knudshoved war mit Unterbrechungen im Einsatz von 1964 bis 1997 und wurde 1998 abgewrackt.[27]
- Die 1968 neu gebaute Danmark war bis 1997 im Einsatz und wurde 2000 abgewrackt.[28]
- 1973 kam neu Dronning Margrethe II in Einsatz von 1982 bis 1997, die 2005 abgewrackt wurde.[29]
- Prins Henrik von 1974, war im Einsatz von 1981 bis 1997, wurde 1999 an Italien verkauft und 2007 abgewrackt.[30]
- Holger Danske, gebaut 1976, fuhr ab 1999 als Gefahrgutfähre.[31] 2022 in Grenaa abgewrackt[32]
- Lodbrog von 1982, war im Einsatz von 1987 bis 1999, ab 2000 wurde sie nach Großbritannien als Kabelleger verkauft.[33]
- Als Doppelendfähren folgten 1997 Prins Richard und Prinsesse Benedikte

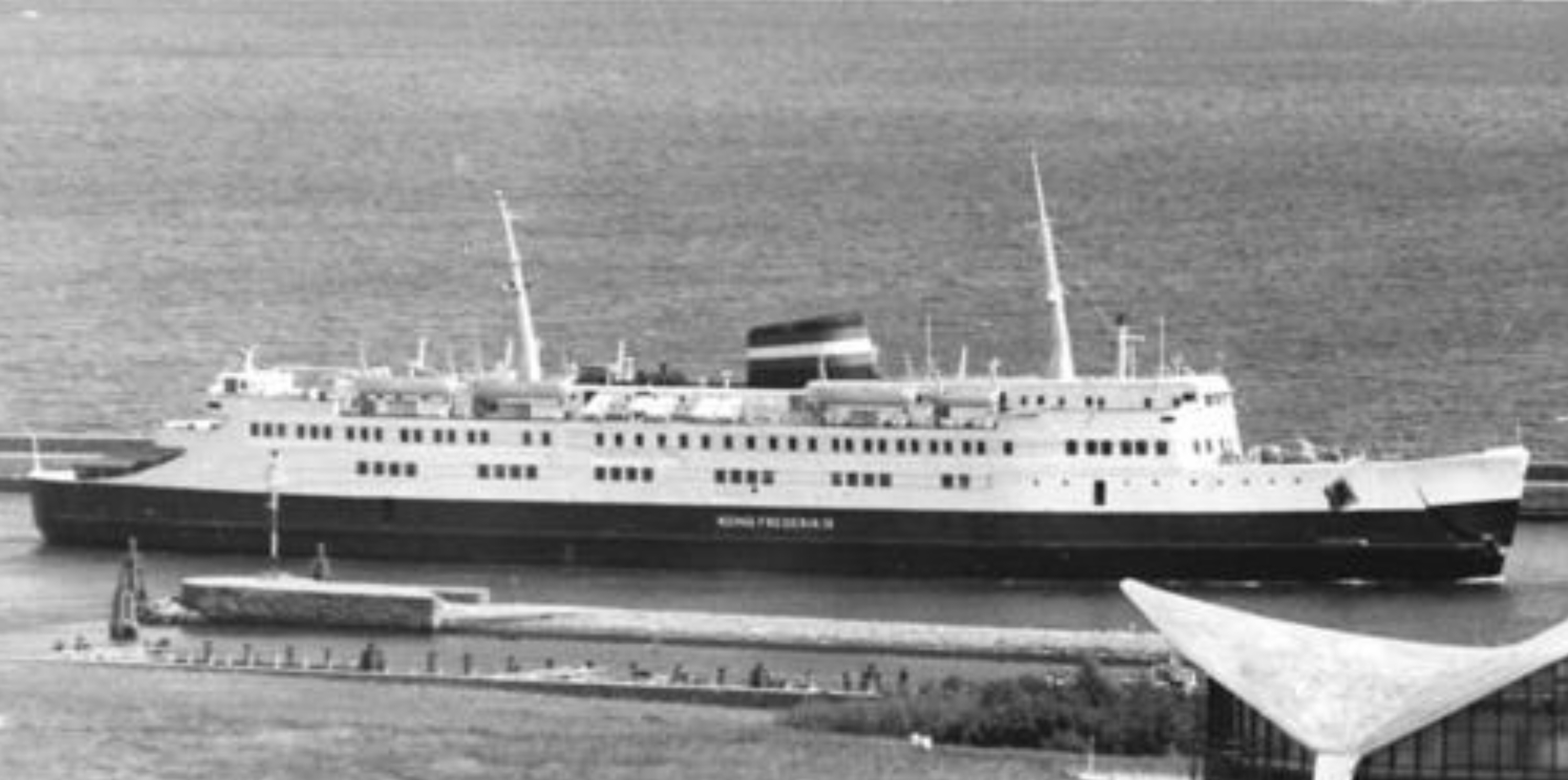
Fährschiff Kong Frederik IX (DK, 1963–1968)
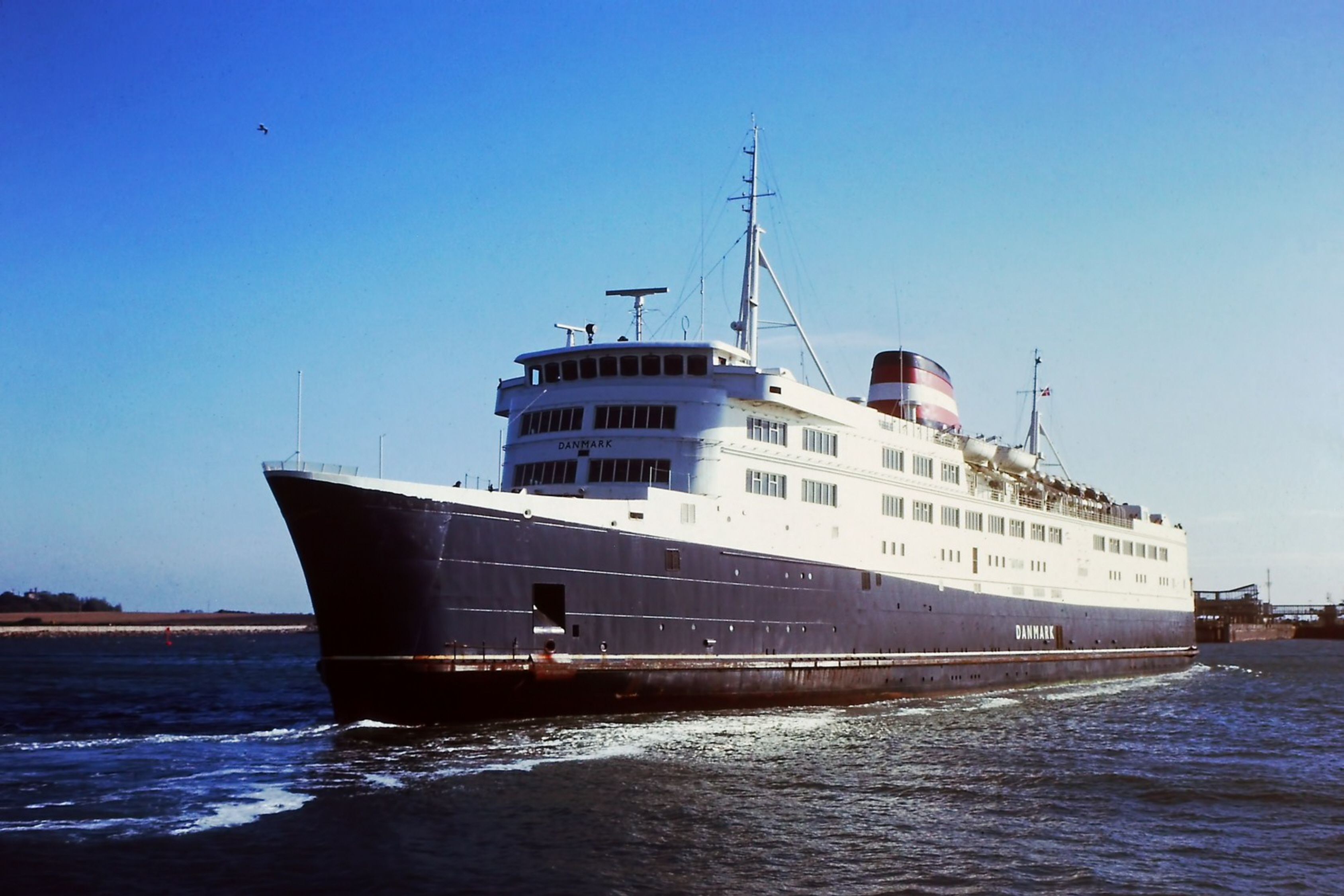
Fährschiff Danmark (DK, 1981–1997)
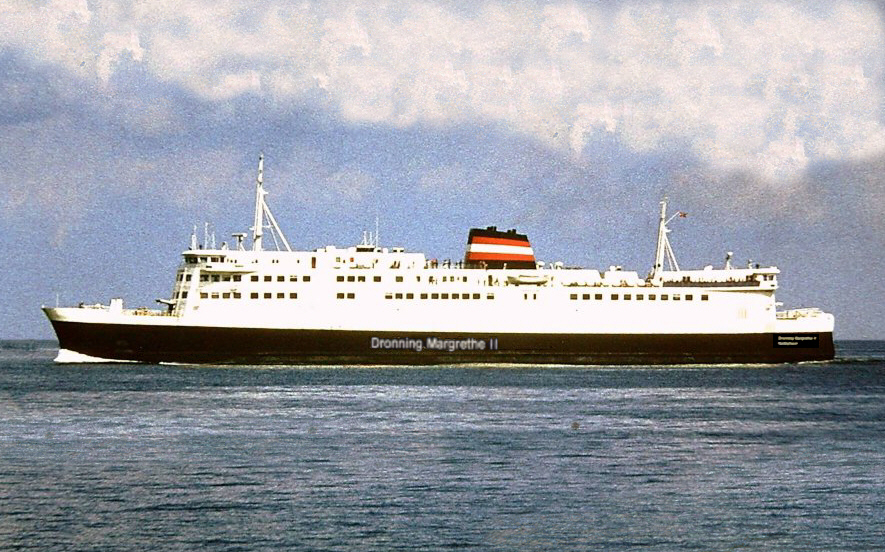
Fährschiff Dronning Margrethe II (DK, 1982–1997)
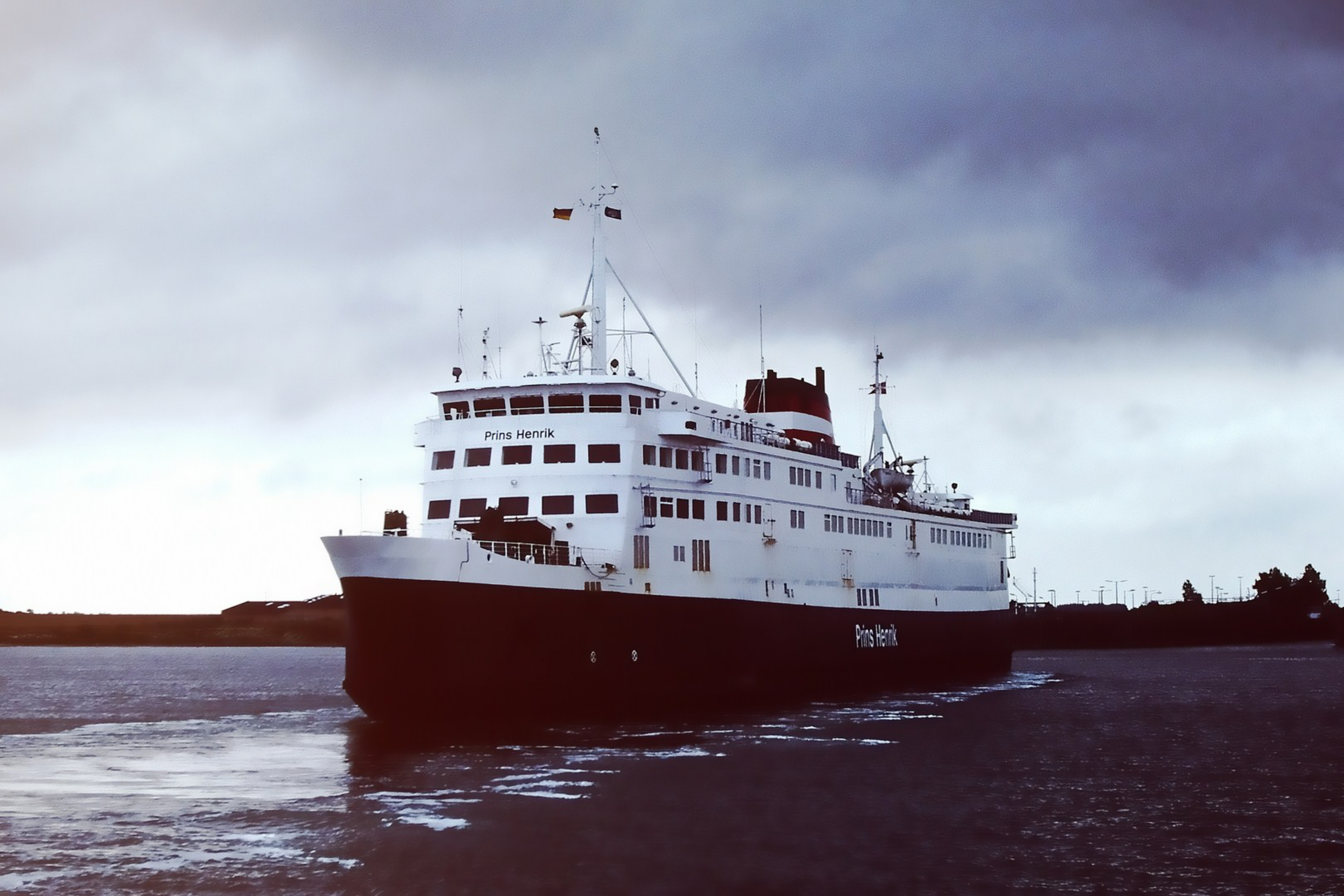
Fährschiff Prins Henrik (DK, 1981–1997)
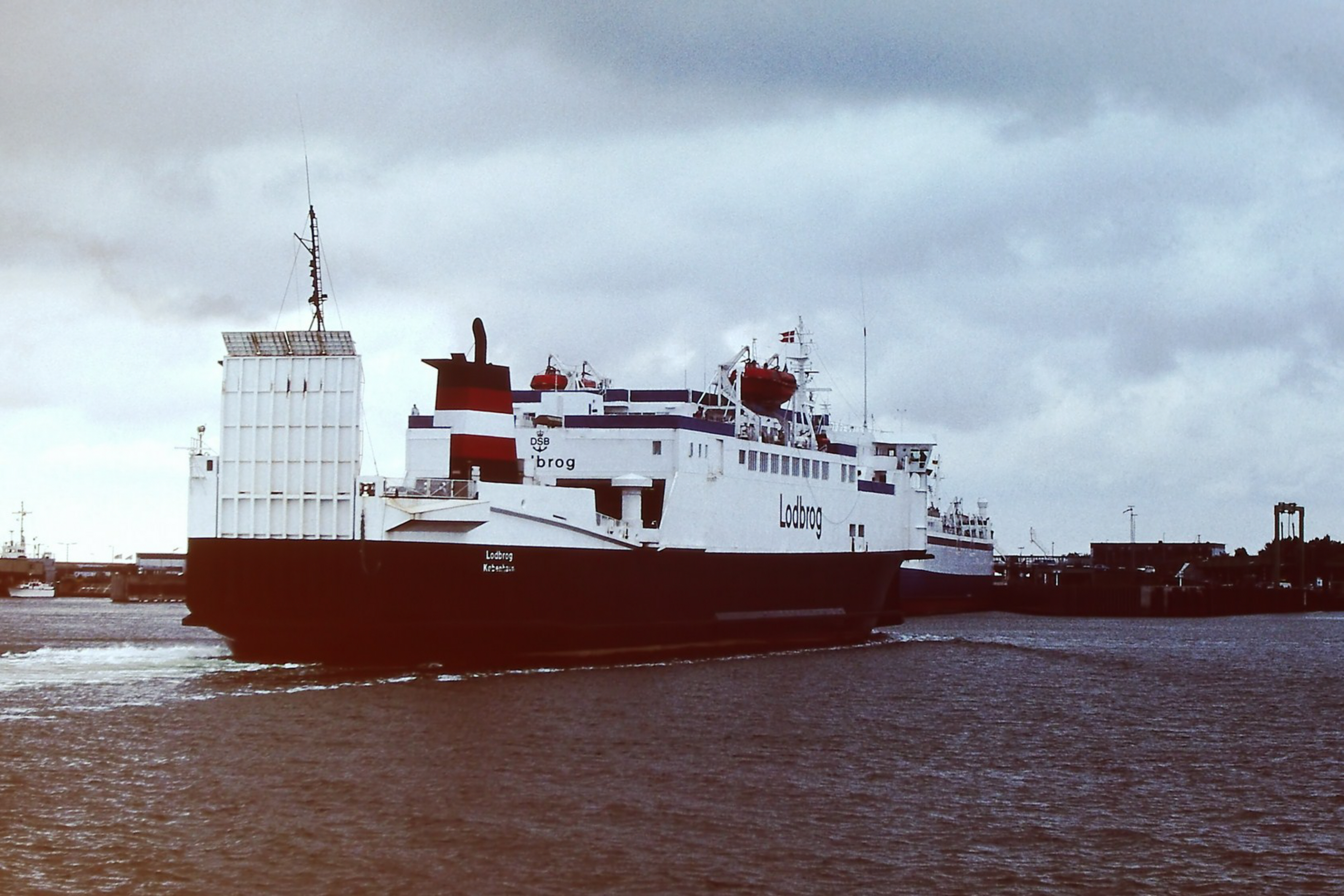
Fährschiff Lodbrog (DK, 1987–1997)
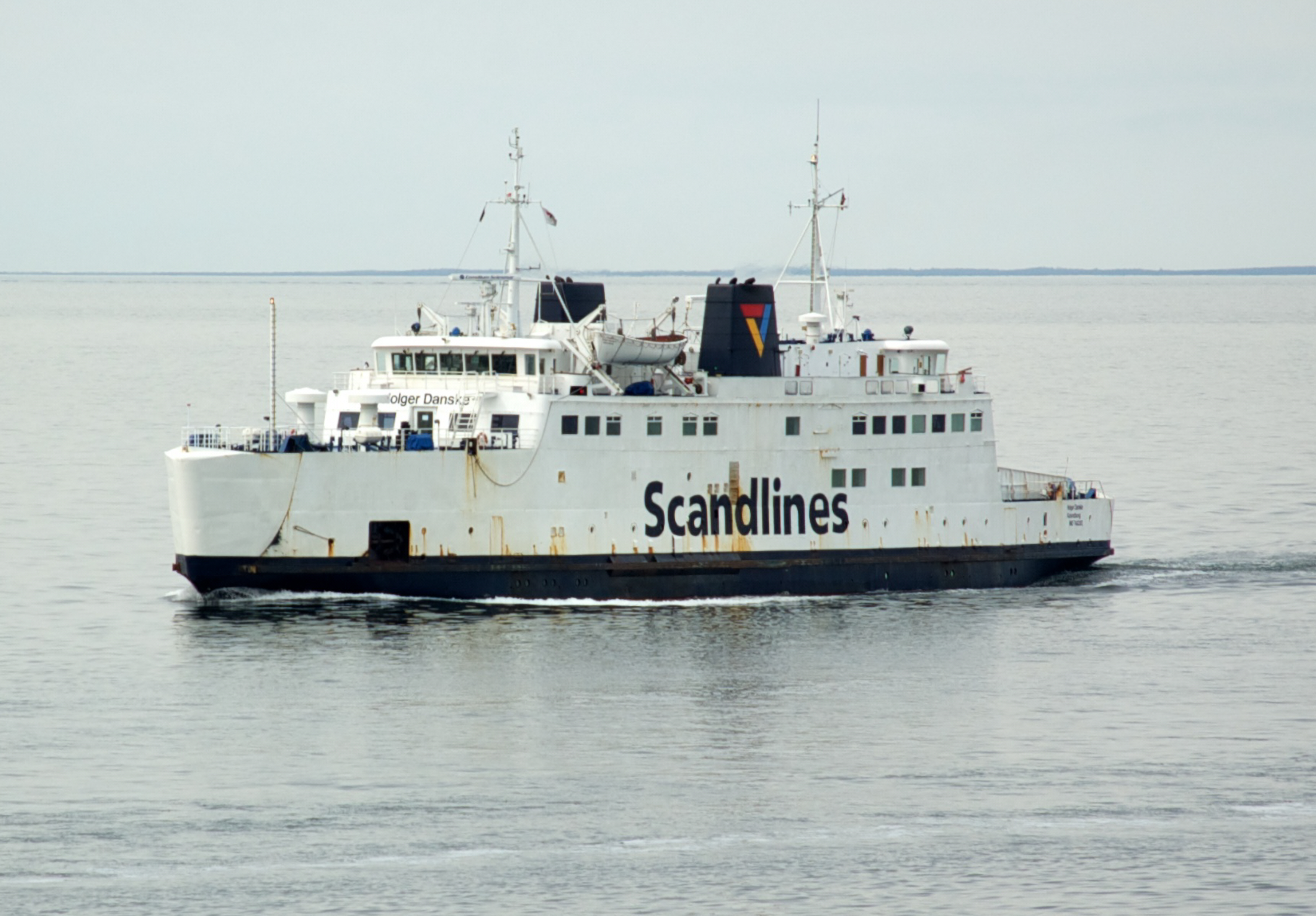
Gefahrgut-Fährschiff Holger Danske (DK, seit 1999)
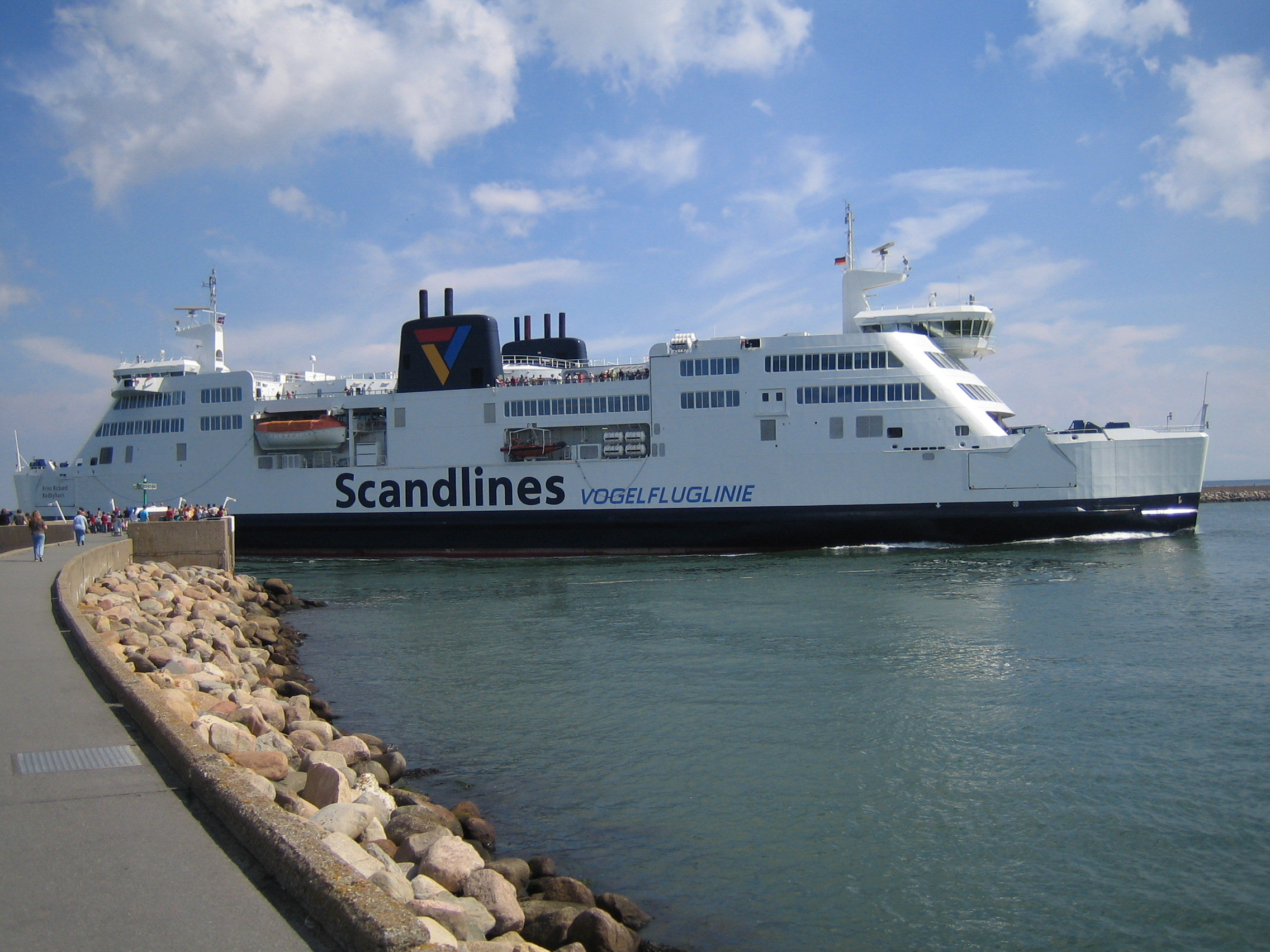
Fährschiff Prins Richard (DK, 1997)
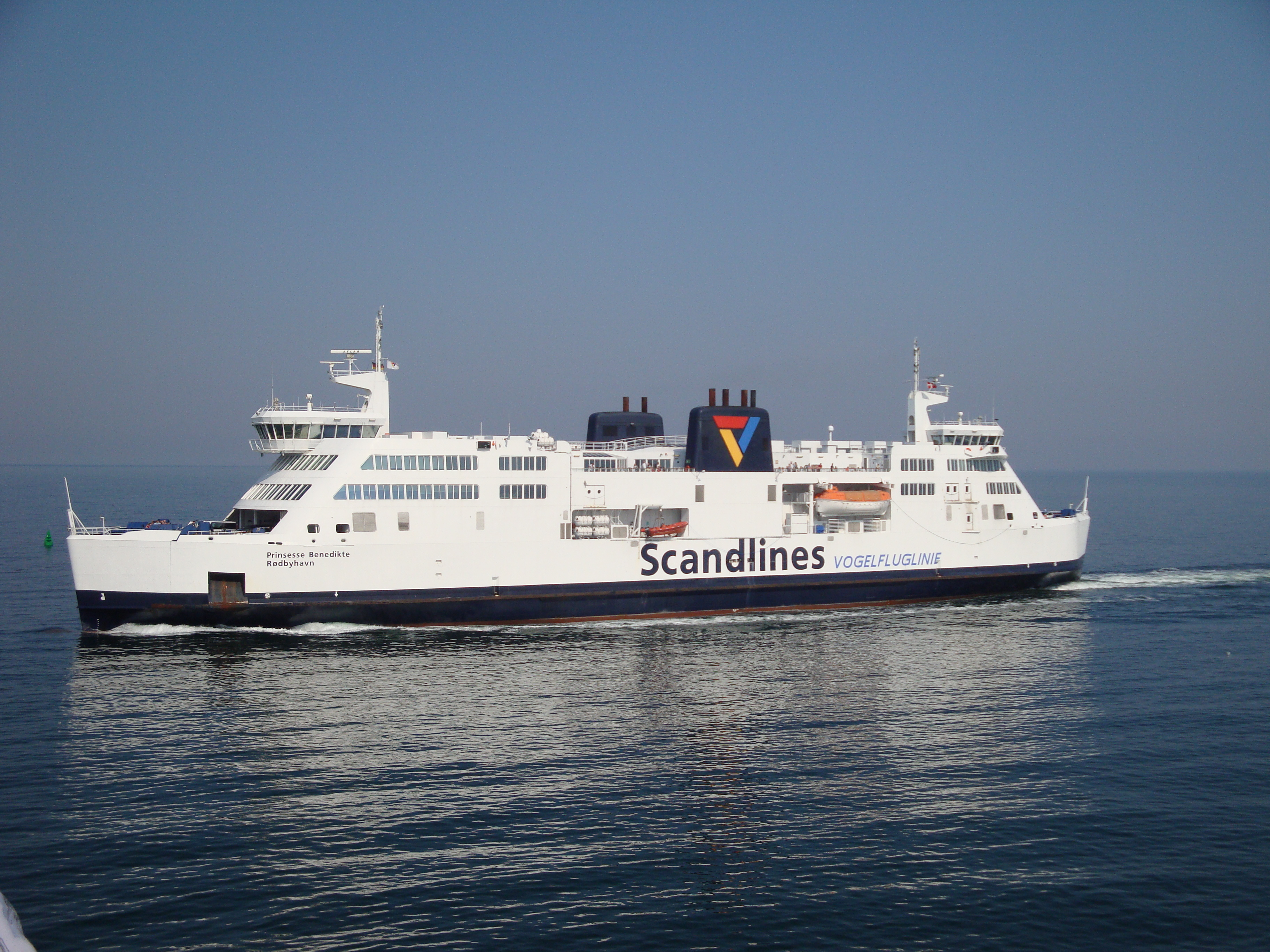
Fährschiff Prinsesse Benedikte (DK, 1997)
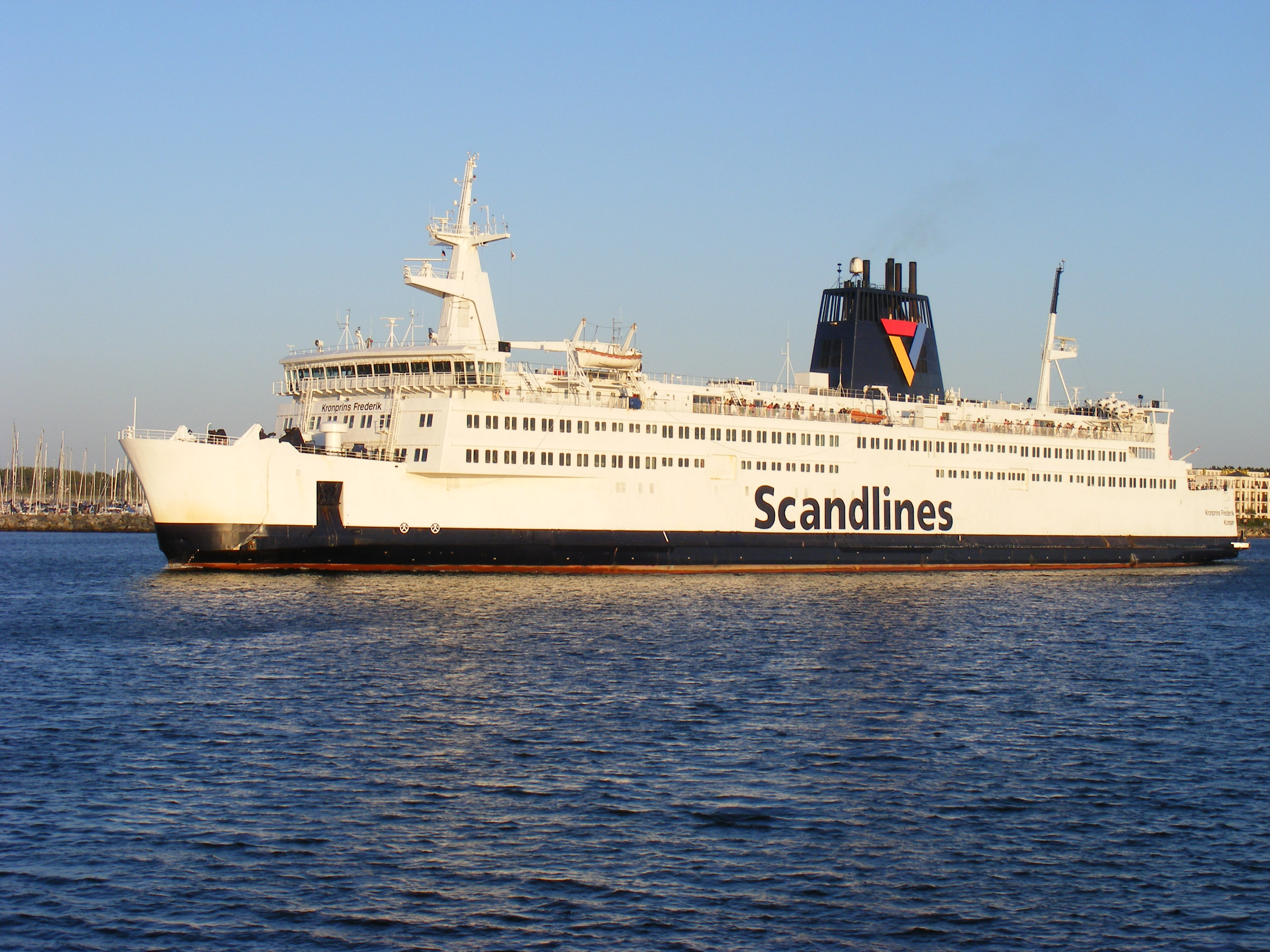
Fährschiff Kronprins Frederik (DK, ab 2017)

### Betreibergesellschaften
Anfangs gehörten die Fährschiffe den nationalen Eisenbahngesellschaften, in den 1990er Jahren ergaben sich durch Ausgliederungs- und Privatisierungsbestrebungen jedoch laufend wechselnde Betreiber- und Eigentumsverhältnisse.
- 1963: Die Reedereien der staatlichen Eisenbahngesellschaften Deutsche Bundesbahn (DB) und Danske Statsbaner (DSB) kooperieren mit eigenen Fährschiffen
- 1. April 1993: Ausgliederung der DB- und DR-Reederei-Anteile in eine Deutsche Fährgesellschaft Ostsee mbH (DFO), Eigentümer blieben DB und DR
- 1. Januar 1994: Fusion der beiden deutschen Staats-Eisenbahnen Deutsche Bundesbahn (DB) und Deutsche Reichsbahn (DR) zur Deutschen Bahn AG
- 1995: Ausgliederung der DSB-Reederei-Anteile in eine DSB Rederi A/S, Eigentümer bleibt das Königreich Dänemark, vertreten durch deren Verkehrsministerium
- 1997: Umbenennung der DSB Rederi A/S in Scandlines A/S
- 21. Juli 1998: Fusion von DFO und Scandlines A/S zur Scandlines AG, Eigentümer sind zu gleichen Anteilen die DB AG und das dänische Verkehrsministerium[34]
- 30. August 2007: die staatl. Eigentümer verkaufen ihre Anteile an die britische 3i Group (40 %), die deutsche Allianz Capital Partners GmbH (40 %) und die Deutsche Seereederei GmbH (DSR) (20 %)[35]
- 6. November 2008: Umwandlung der Scandlines AG in Scandlines GmbH (Sitz Rostock), bestehend aus 50 % Scandlines Deutschland GmbH (Sitz Rostock) und 50 % Scandlines Danmark A/S (Sitz Kopenhagen)[36][37]
- 29. August 2010: DSR verkauft ihre Anteile, Eigentümer sind zu gleichen Anteilen die britische 3i Group und die deutsche Allianz Capital Partners GmbH, die über Scandferries Holding GmbH und Scandferries GmbH die Scandlines GmbH halten.
- Im Dezember 2013 erwarb 3i den Anteil von Allianz und 3i ist jetzt der alleinige Besitzer von Scandlines.[38]

## Straßen- und Eisenbahnstrecken

### Eisenbahnstrecken

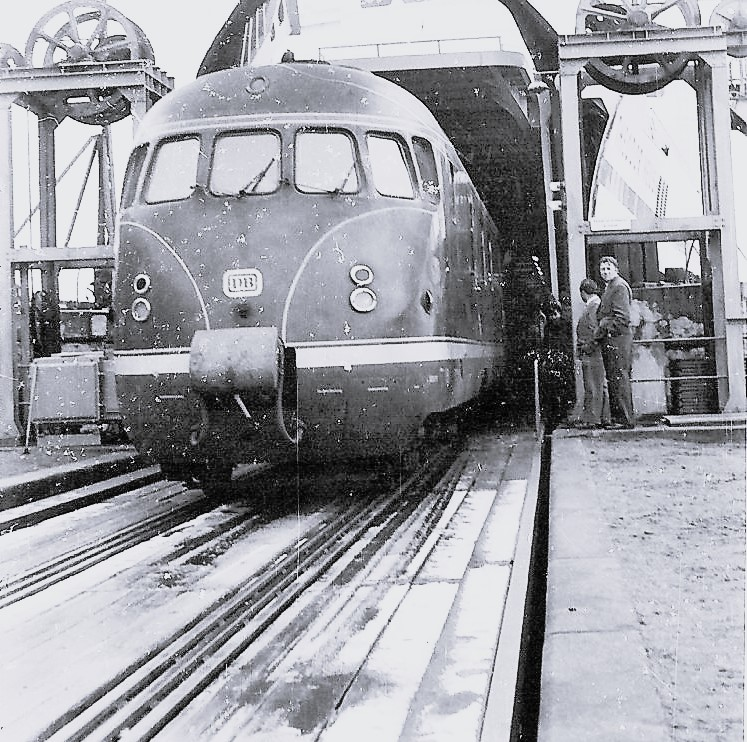
VT 12 als Kopenhagen-Express beim Verlassen des Fährschiffs Theodor Heuss am Anleger Großenbrode Kai, 1959

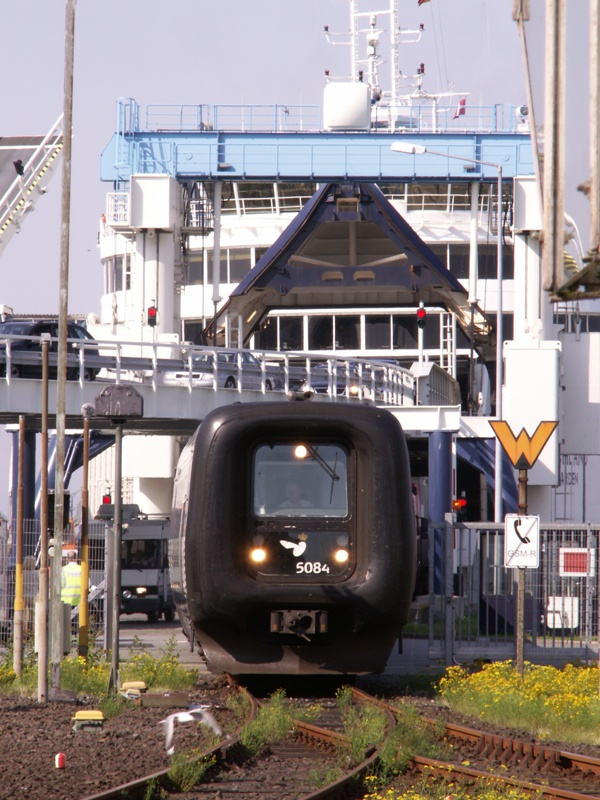
EuroCity bei der Ausfahrt aus der Fähre

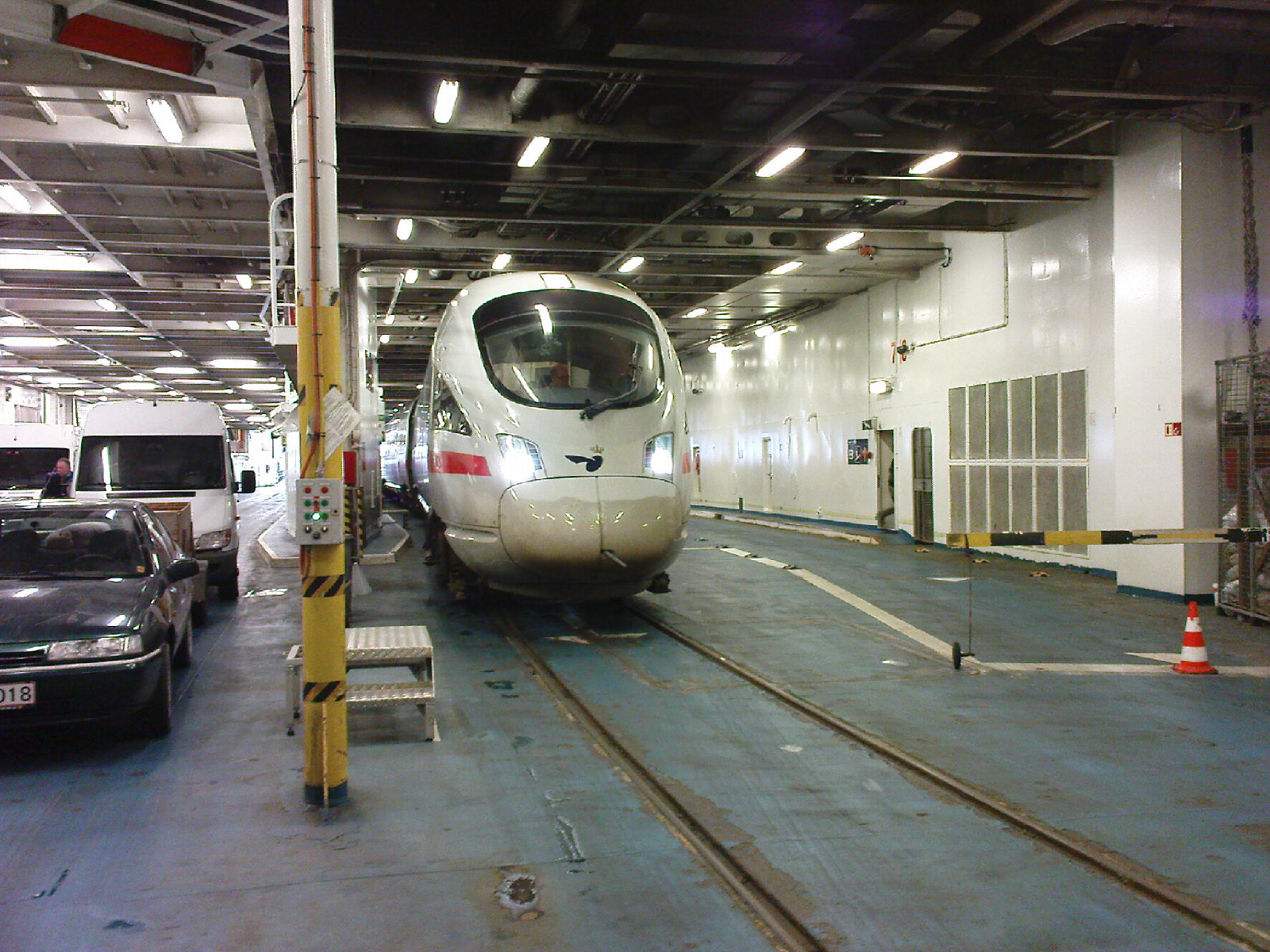
Deutscher ICE-TD in Doppelendfähre

Von Kopenhagen geht der Weg über die elektrifizierte zweigleisige Bahnstrecke København–Ringsted (Teil der „Vestbanen“) und ab Ringsted weiter auf der nicht elektrifizierten zweigleisigen Bahnstrecke Ringsted–Rødby Færge („Sydbanen“) bis Vordingborg. Eine eingleisige Strecke führt über die kleine Masnedsundbro und Storstrømsbro bei Masnedø auf die Insel Falster, wo in Nykøbing/F früher der Eisenbahnverkehr nach Gedser und Rødbyhavn geteilt wurde. Zum Fährhafen Rødby Færge überquert der Schienenweg über die Kong Frederik d. IX’s Bro den Guldborgsund auf die Insel Lolland.
Vom Fährhafen Puttgarden auf Fehmarn wird die nicht elektrifizierte, eingleisige Bahnstrecke Puttgarden–Lübeck über die Fehmarnsundbrücke befahren. Zwischen Bad Schwartau und Lübeck mündet an der Abzweigstelle Schwartau Waldhalle die zweigleisige, seit 2008 elektrifizierte Bahnstrecke Schwartau Waldhalle–Lübeck-Travemünde Strand ein, im weiteren Verlauf ist die Strecke Puttgarden–Lübeck elektrifiziert. In Lübeck Hbf schließt sich die ebenfalls elektrifizierte Bahnstrecke Lübeck–Hamburg an.
In den 1950er Jahren verkehrten Dampflokomotiven in beiden Ländern. Für den Kopenhagen-Express zwischen Hamburg und Kopenhagen über Großenbrode Kai wurden ab 1953 erstmals schnelle Dieseltriebwagen der Baureihe VT 12 eingesetzt.
Ab 1963 fuhren Diesellokomotiven der DB-Baureihe V 200.1, die ab 1978 sukzessive durch Lokomotiven der DB-Baureihe 218 ersetzt wurden, im deutschen Fernverkehr nördlich von Hamburg. Nach der deutschen Wiedervereinigung fanden auch hier Dieselloks der Baureihe 232 bzw. 234 Verwendung. In Dänemark setzte die DSB im Fernreiseverkehr anfangs Lokomotiven der Baureihe MY ein, später Diesellokomotiven der Baureihe MZ.

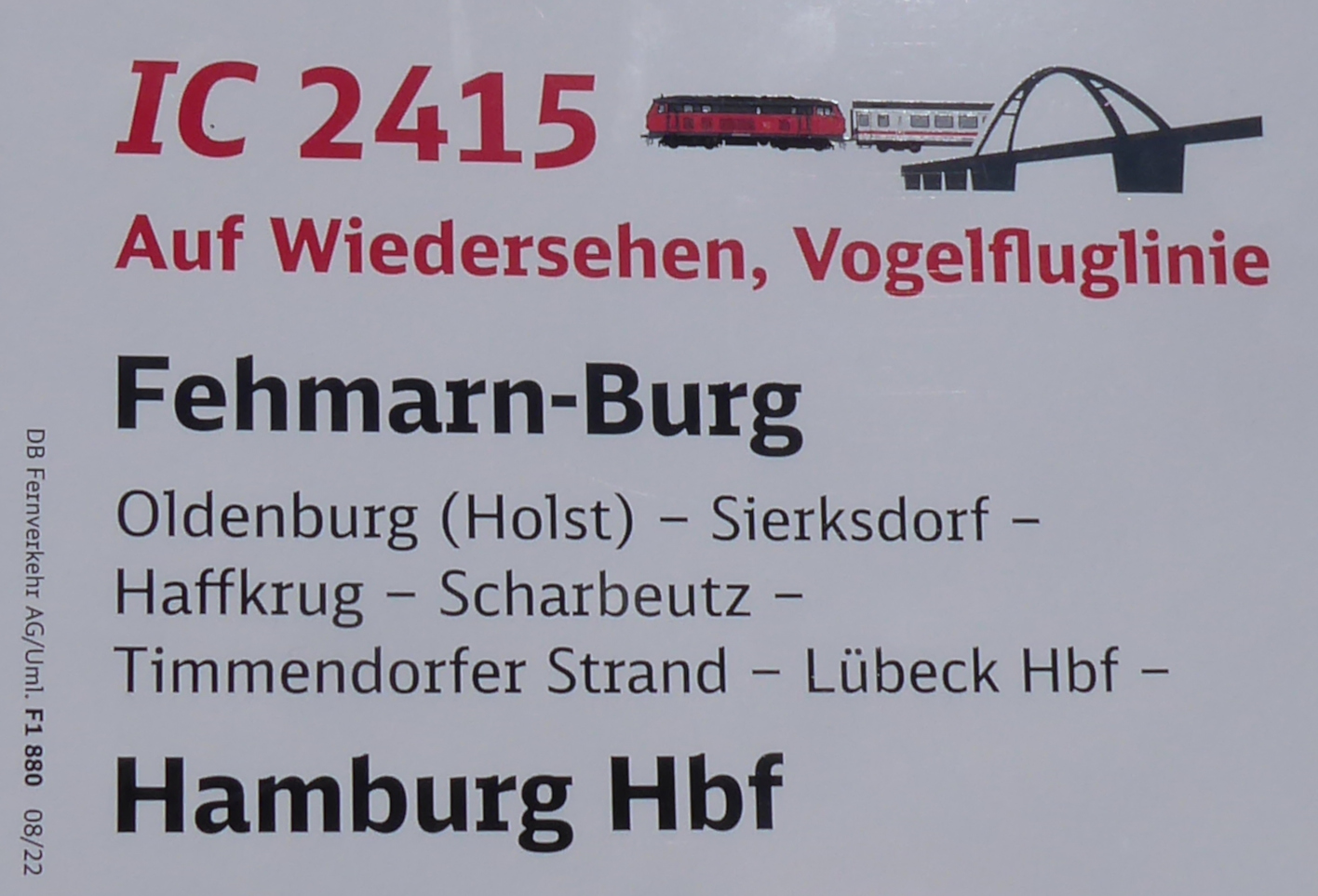
Zuglaufschild des letzten IC auf der Vogelfluglinie am 30. Aug. 2022. Abweichend vom Zuglaufschild fuhr der Zug ab Puttgarden.

Von 1993 bis 2007 übernahmen dänische IC3-Triebwagen den gesamten EuroCity-Reiseverkehr zwischen Hamburg und Kopenhagen. Zwischen Ende 2007 und Oktober 2017 beteiligte sich die Deutsche Bahn mit dem nach voriger Außerdienststellung wieder reaktivierten ICE-TD erneut am EuroCity-Reiseverkehr.
Die vier neuen Doppelendfähren auf der Vogelfluglinie (Baujahr 1997) wurden im Vergleich zu den früheren Fährschiffen deutlich kleiner dimensioniert. Verglichen mit den 1990er Jahren haben sich die Fährpassagepreise für den Reiseverkehr mehr als verdoppelt. Der Eisenbahnverkehr über die Vogelfluglinie zwischen Hamburg und Kopenhagen, der im Dezember 2019 eingestellt wurde, beschränkte sich auf kurze Intercity-Express-Züge der DB sowie EuroCity-Züge der DSB. Die Gleisanlagen in Puttgarden und Rødbyhavn für den Güterverkehr liegen brach.
Lokbespannte internationale Schlafwagenzüge Dänemark–Deutschland fuhren von 1997 bis Dezember 2014 nur noch auf der längeren, aber nicht auf Fährschiffe angewiesenen Jütlandlinie.
Am 14. Dezember 2019 um 20:02 Uhr fuhr der letzte Zug von DSB und Deutscher Bahn in Rødbyhavn an Land und beendete damit die Auszeichnung für Danish Rail Ferries. Die Züge zwischen Hamburg und Kopenhagen verkehren bis zur Fehmarnbelt-Verbindung über Fünen und Jütland.
Ab dem 31. August 2022 wurde der gesamte Zugbetrieb zwischen Neustadt und Puttgarden auf Busse umgestellt.

### Straßenverbindungen

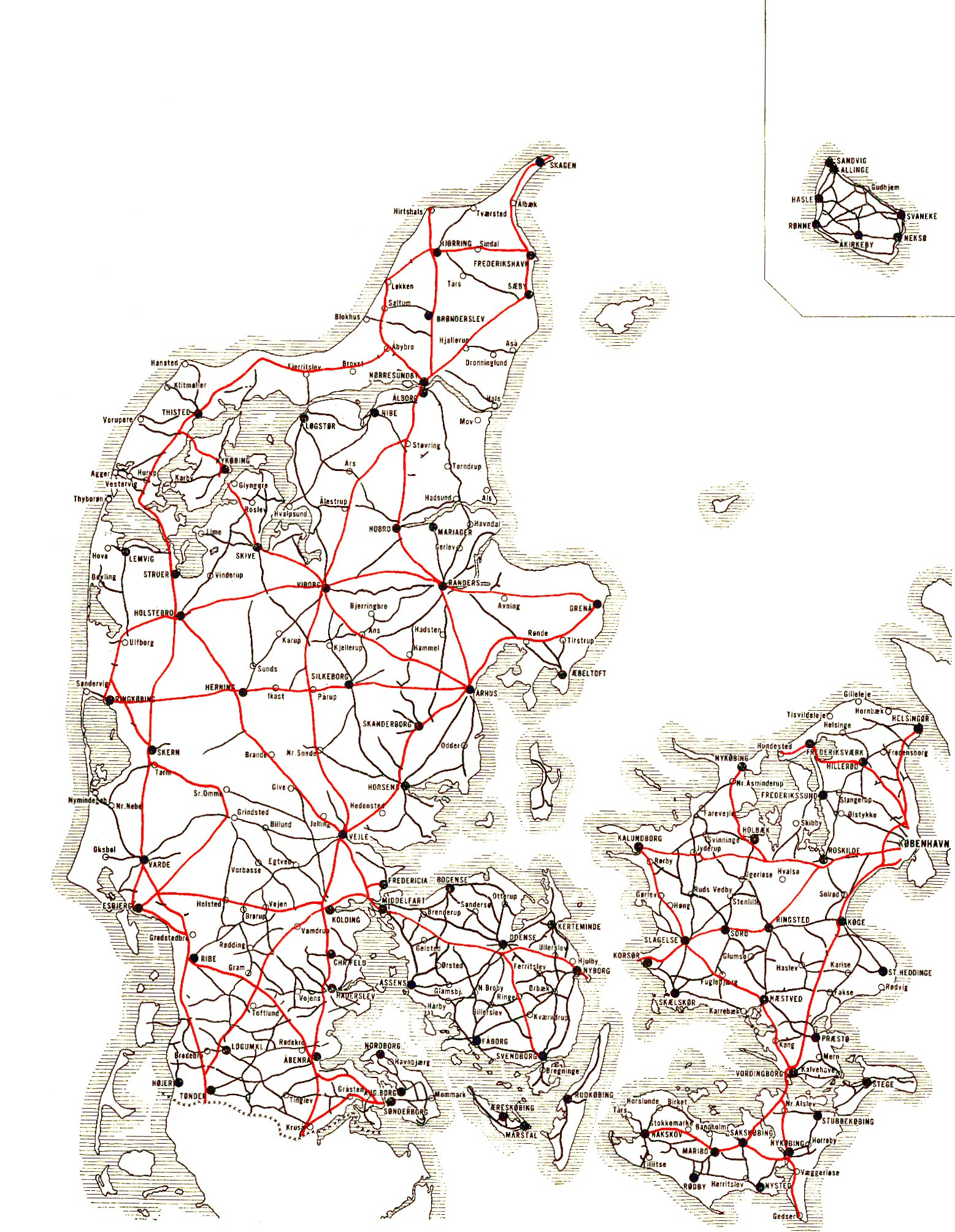
Straßenverbindungen in Dänemark 1960

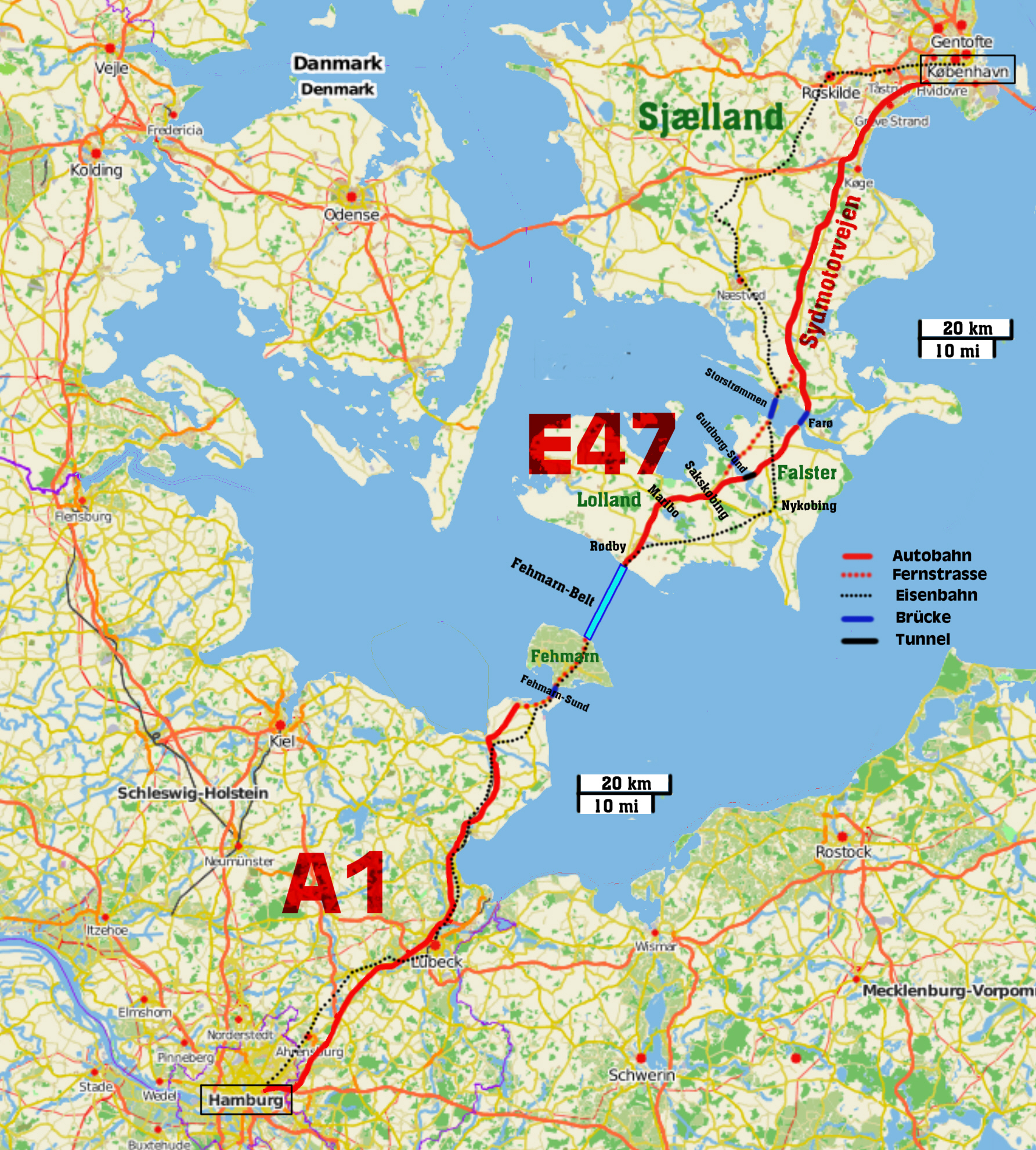
Verlauf der Vogelfluglinie 2011

Mit dem Bau des Eisenbahnnetzes in Dänemark wurde in Nykøbing auch 1875 eine Eisenbahnbrücke zur Verbindung der Inseln Falster und Lolland über den Guldborgsund gebaut. Für den Straßenverkehr existierte bereits seit 1867 parallel dazu die „Christian IX Bro“. Sie beide wurden 1963 durch die neue Frederik IX Bro ersetzt.
Im Zuge der zunehmenden Automobilisierung wurden für den Fernverkehr die Guldborgsund-Brücke bei Guldborg (1934) und die Storstrømsbroen bei Vordingborg (1937) gebaut. Damit waren die Inseln Seeland, Falster und Lolland über Fernstraßen mit Kopenhagen verbunden.

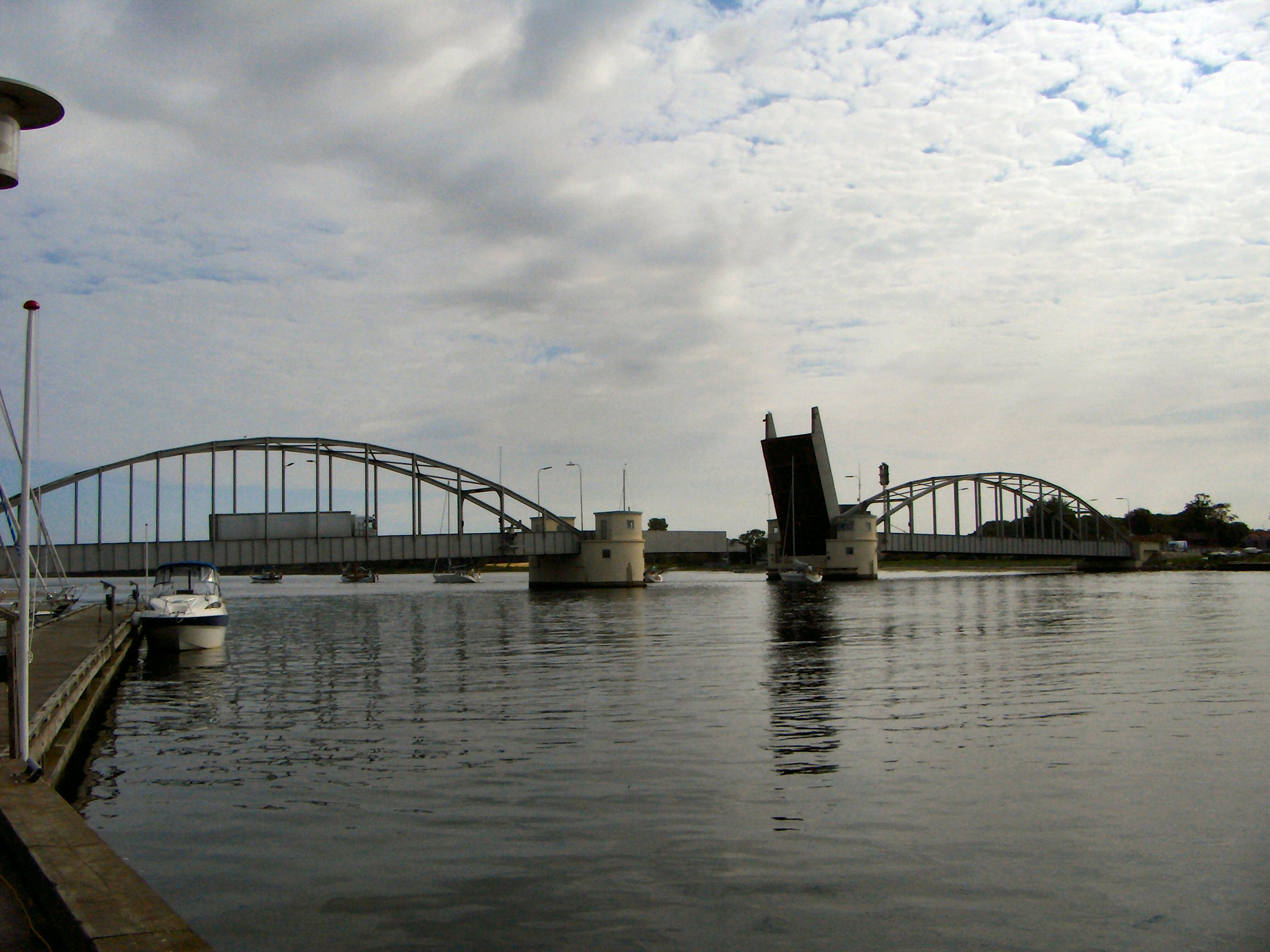
Guldborgsund Broen (errichtet 1934) zwischen Lolland und Falster
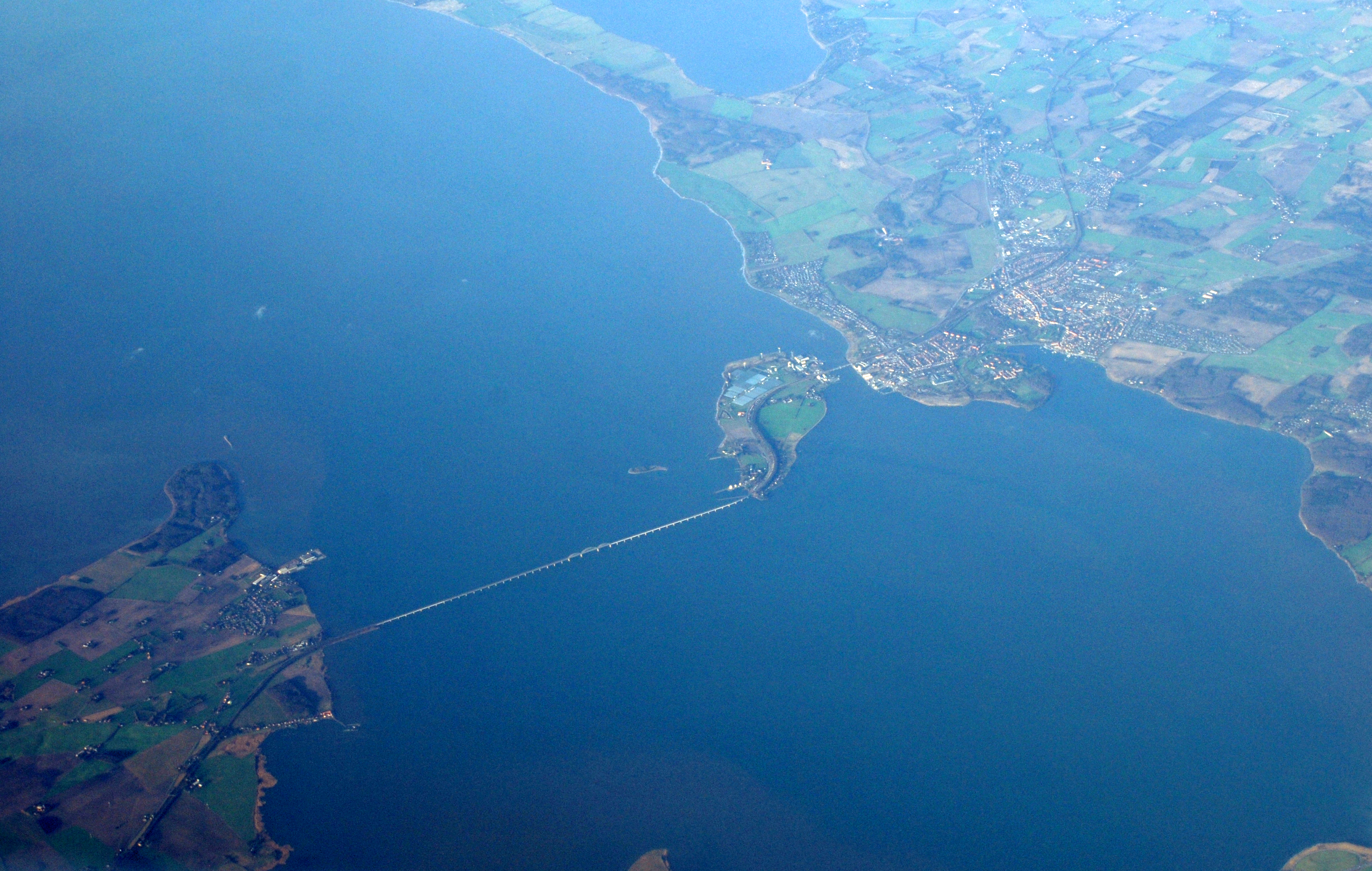
Storstrømsbroen (errichtet 1937) und Masnedsundbroen zwischen Falster und Seeland
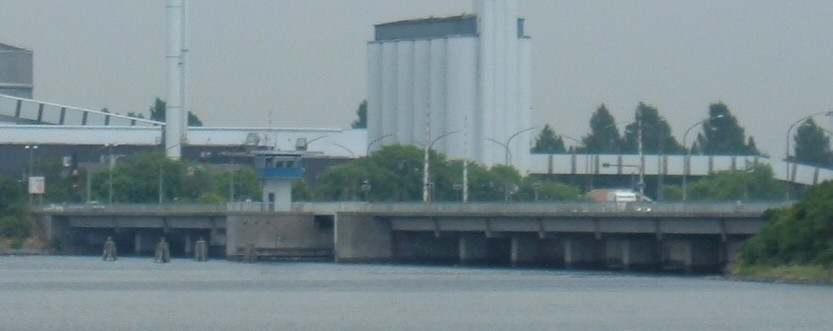
Frederik IX Broen (errichtet 1963) zwischen Lolland und Falster
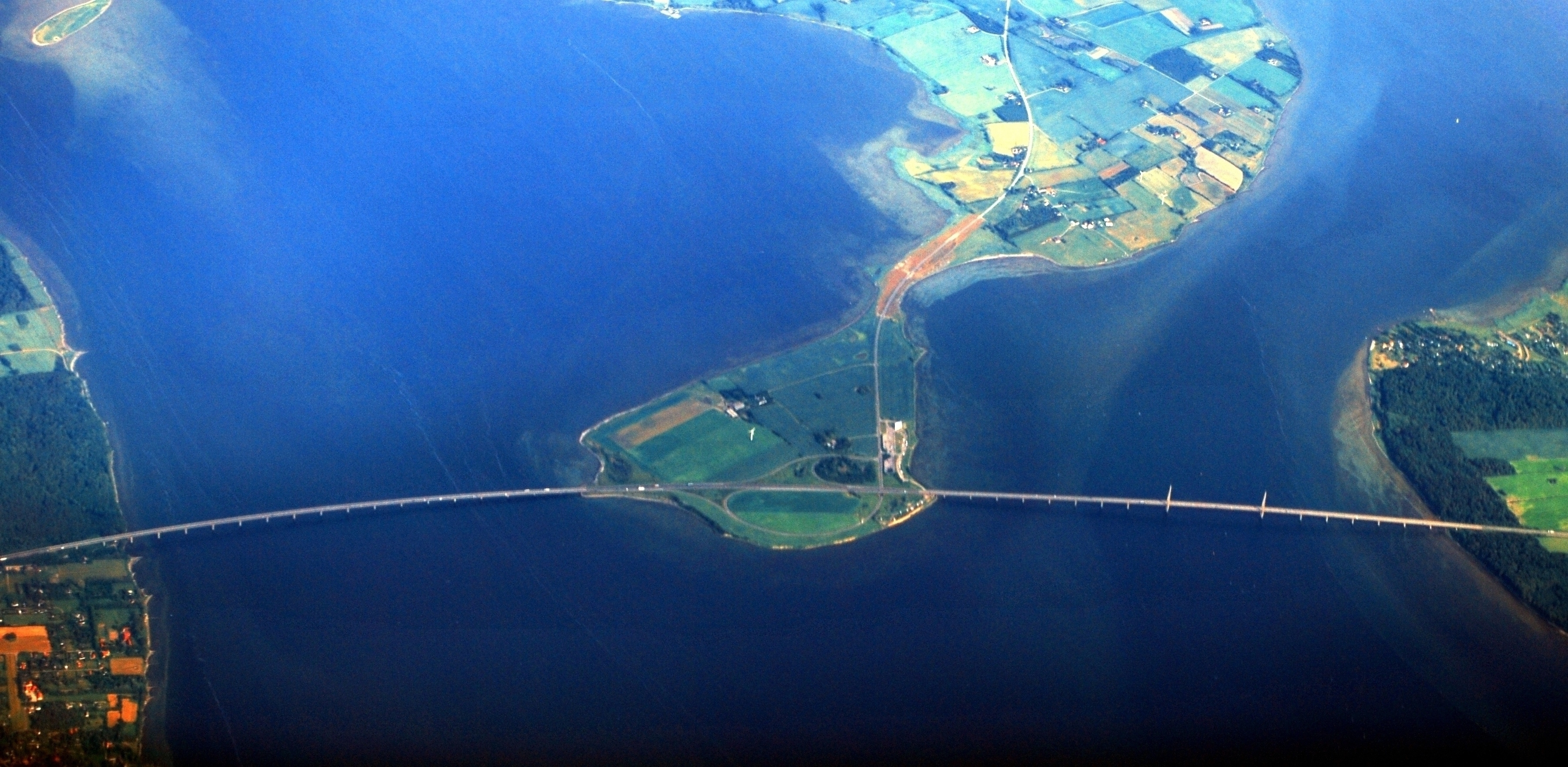
Farø Broen (errichtet 1985) zwischen Falster und Seeland

Im Dritten Reich wurde der Ausbau der Reichsautobahn RAB 1 von Hamburg bis Lübeck (1938) vorangetrieben. In den Autobahnplänen von 1933 waren ursprünglich keine Autobahnen nördlich von Lübeck vorgesehen.
Die Existenz dieser Brücken in Dänemark stieß im Dritten Reich auf hohes Interesse, und so wurde nach der deutschen Besetzung Dänemarks 1940 mit dem Bau der ersten Autobahn von Rødby über Maribo und Sakskøbing bis zur Guldborgsund-Brücke begonnen. Auf der Insel Lolland existieren heute noch zahlreiche diese Autobahn querende Straßenbrücken aus jener Zeit.

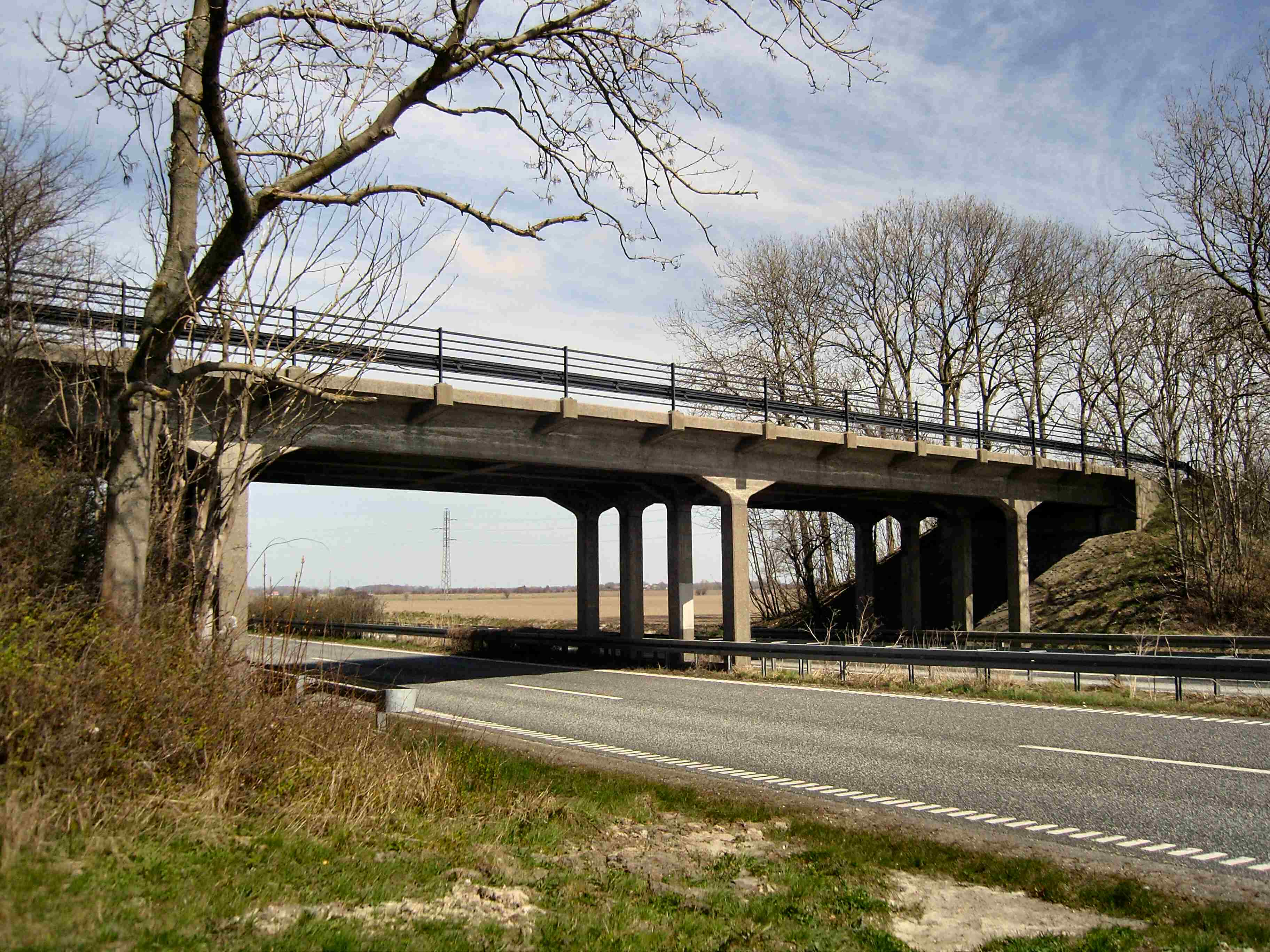
Brücke über die E 47 östlich von Rødby, gebaut 1941–1944
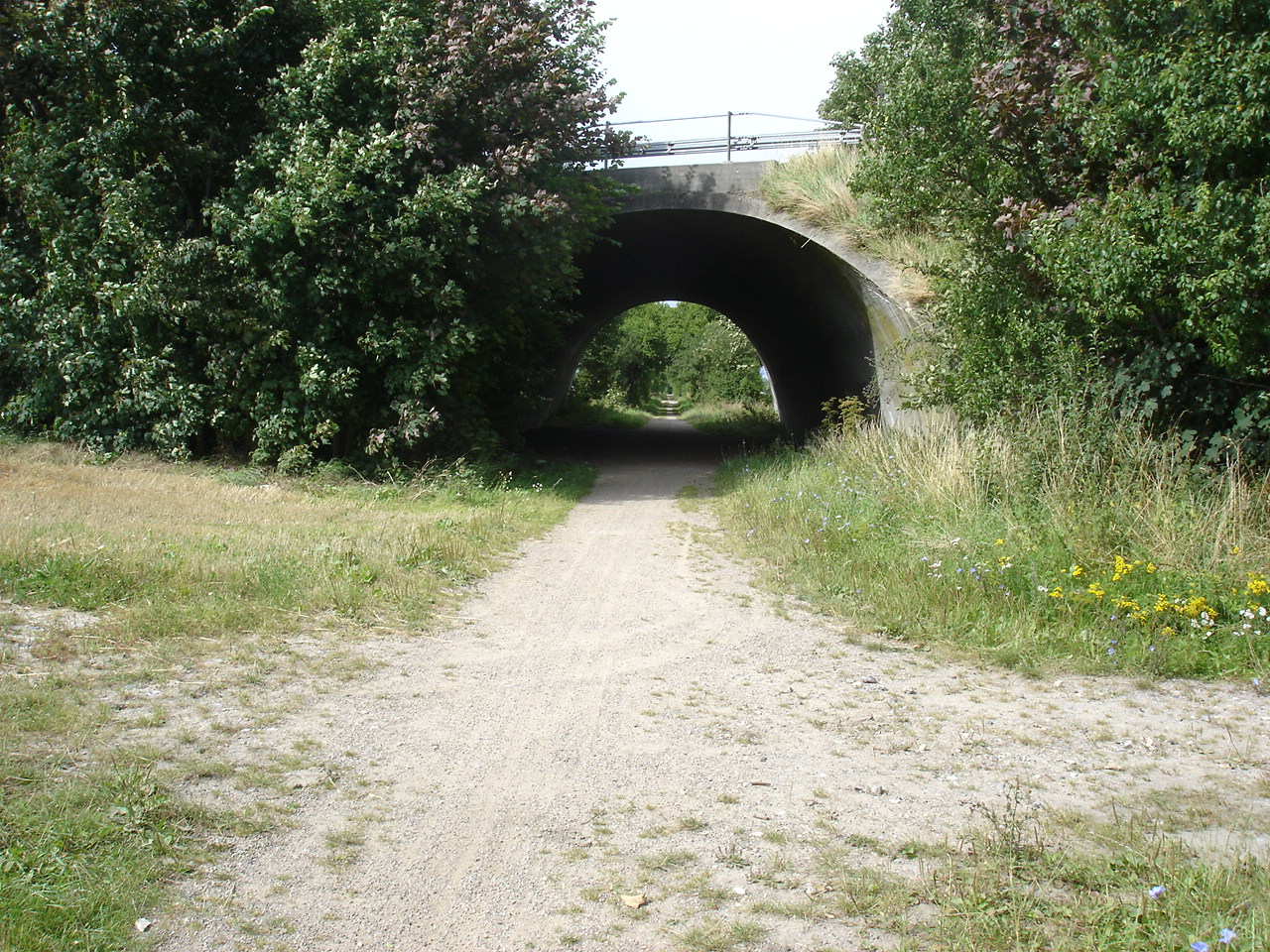
E47-Viadukt östlich von Rødby
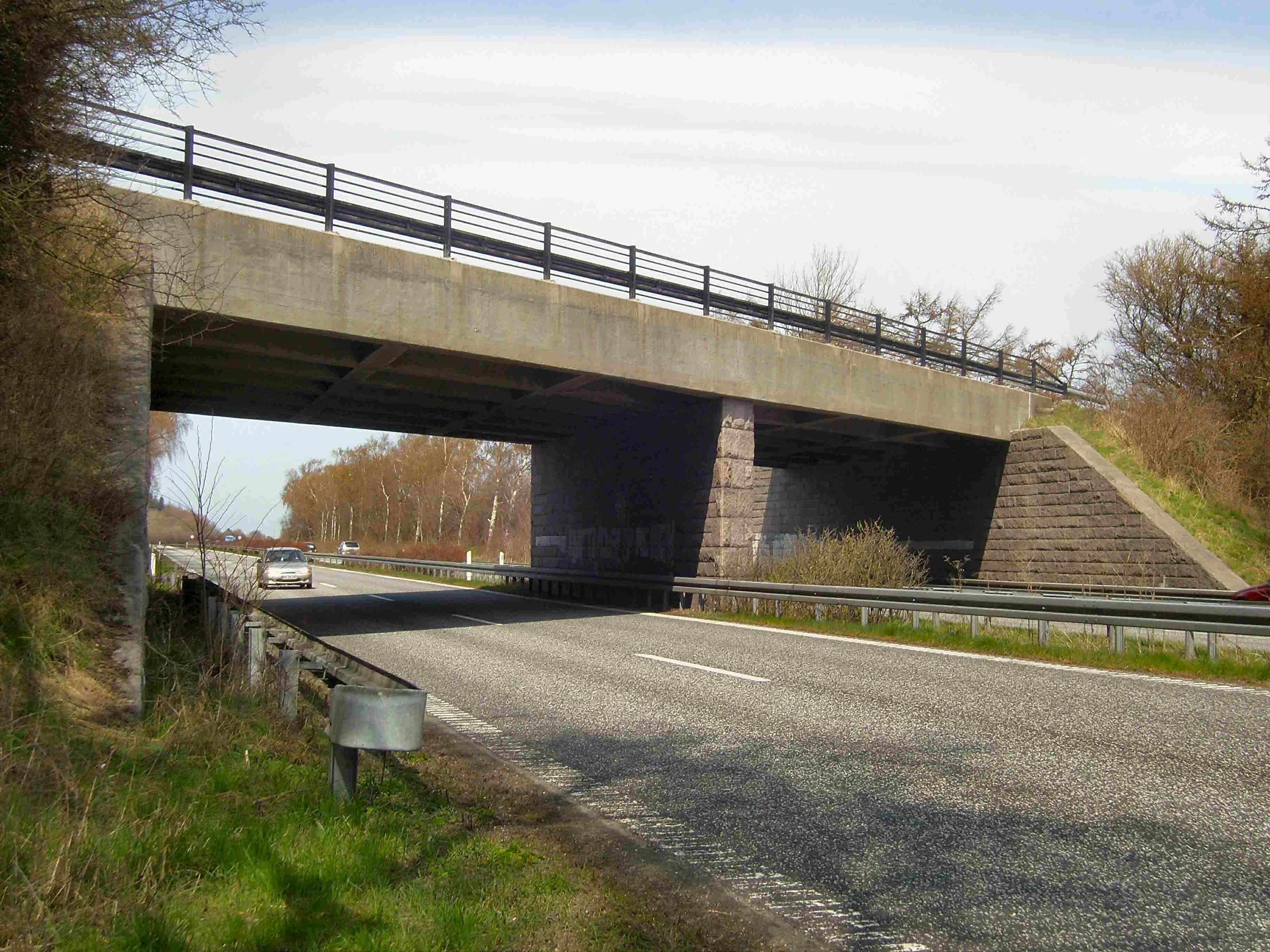
Brücke über die E 47 südlich von Maribo, geb. 1941–1944 mit deutscher Granitstein-Verblendung
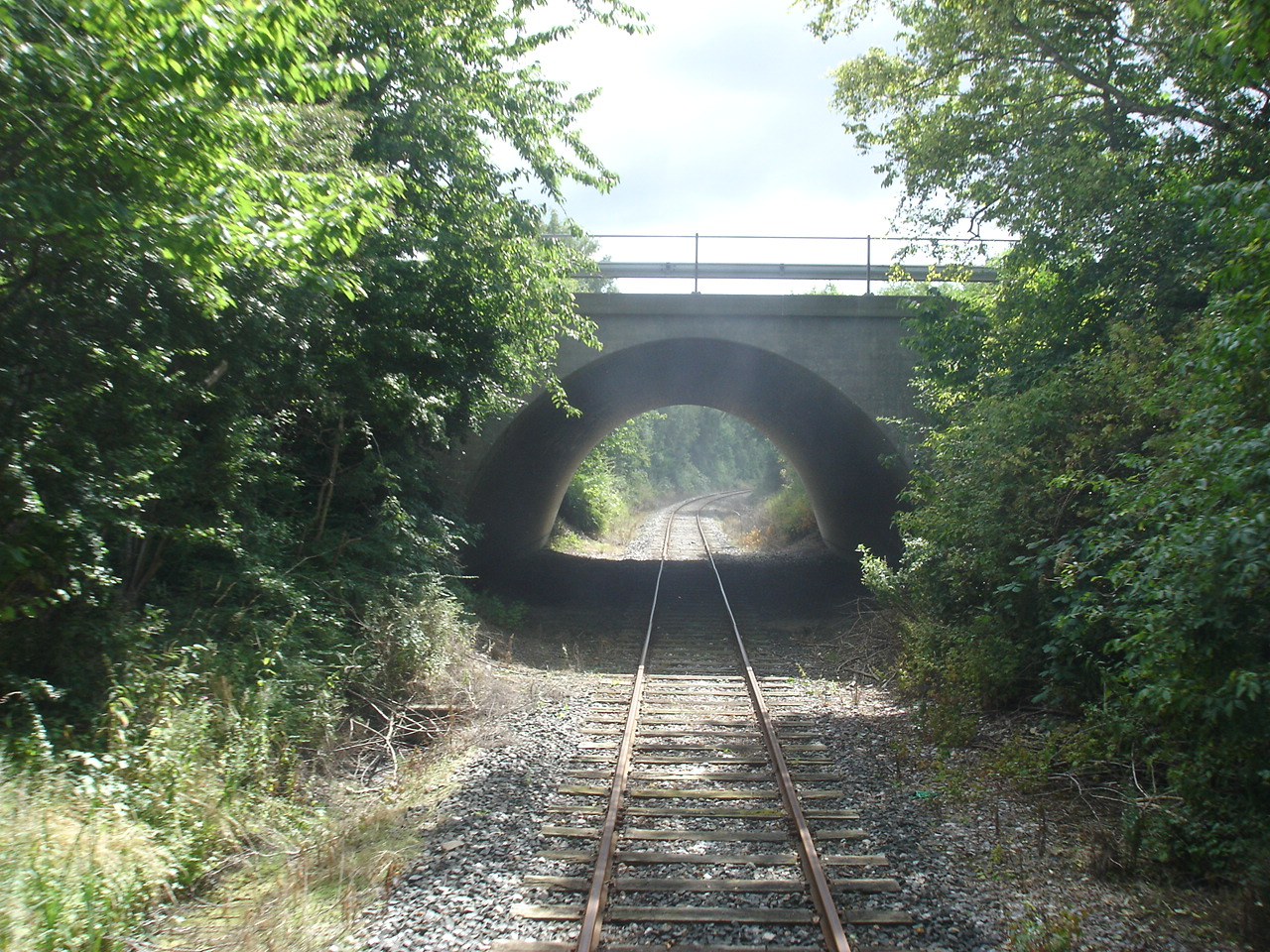
E47-Viadukt für Lollandsbanen nördlich von Maribo

Erst zur Einweihung der Fehmarnsundbrücke 1963 wurde diese erste Schnellstraßenstrecke E 47 fertiggestellt.
Danach wurden in Dänemark in der Kopenhagen-Region ein Autobahnnetz aufgebaut und in Deutschland die Verbindung bis Puttgarden mit Bundesstraßen erschlossen.
Bis 1985 waren vorhandene Fernstraßen auf Seeland zur Autobahn E47/E55 (Sydmotorvejen) und in Holstein diejenigen bis Oldenburg zur Bundesautobahn 1 aufgewertet.
Als 1985 die Farø-Brücken und 1988 der Guldborgsund-Tunnel eingeweiht wurden, nahm die Autobahn E 47 erstmals einen deutlich günstigeren Verlauf über die drei dänischen Inseln. Zuletzt waren bis 2008 fehlende Strecken zwischen Ønslev und Sakskøbing und bis Heiligenhafen vierstreifig ausgebaut worden. Dänische Autobahnen verfügen nicht immer über einen Standstreifen und sind dann vergleichbar mit Autostraßen anderer Länder.

## Alternativstrecken

### Jütlandverkehr
Der Weg zwischen Hamburg und Kopenhagen ist über die Jütlandlinie um 160 km länger als über die Vogelfluglinie. Seit Fertigstellung der Storebælt-Brücke zwischen den dänischen Inseln Fünen und Seeland 1997 fahren alle internationalen Güterzüge und Schlafwagenzüge diese längere Strecke über Flensburg. Die Reisezeiten auf beiden Strecken sind vergleichbar, da auf dem längeren Weg die zeitaufwändige Fährschiffpassage entfällt.
Die Jütlandlinie steht seit 1998 auch dem Straßenverkehr zur Verfügung. Die Benutzung der 18 km langen Querung ist mautpflichtig und kostet etwa 50 % der Schiffspassage auf der Vogelfluglinie.

### Rostock-Warnemünde – Gedser
Seit Ende 1995 werden auf der Seestrecke Gedser–Warnemünde keine Eisenbahn-Wagen mehr befördert. Die Eisenbahnverbindung Gedser–Nykøbing, ehemals 1903 die Schlüsselverbindungsstrecke nach Deutschland, wurde 2009 eingestellt und im dänischen Bahnhof Gedser sind ab 2011 alle Gleisanlagen demontiert worden.

### Nebenstrecke Gedser – Lübeck und deren Fährschiffe
1963, als in Gedser die Verlagerung der westdeutschen Fährgeschäfte nach Rødbyhavn viele Anlagen nutzlos werden ließ, wurde in Gedser die dänische Firma Moltzau Line A/S, Gedser, gegründet. Sie beschränkte sich auf den Fährtransport von Straßenfahrzeugen zwischen Gedser und Lübeck-Travemünde. Durch den erheblich längeren Seeweg stellte dies keine ernsthafte Konkurrenz für die staatliche Verbindung Rødbyhavn–Puttgarden dar.
1973 wurde die Gesellschaft an die schwedische Reederei AB Nordö verkauft, die sich 1975 in Gedser-Travemünde Ruten A/S und 1986 in GT-Linien umbenannte.
1987 kaufte die schwedische Reederei AB Sea-Link die Gesellschaft und benannte sie in GT-Link um.
Ab 1990 wurde unter dem Namen Europa-Linien von Gedser aus nicht mehr Lübeck-Travemünde, sondern Rostock angefahren.
1996 wurde die Autofährlinie an den Wettbewerber DSB Rederi A/S auf der Strecke Gedser–Warnemünde verkauft. Die dänische DSB Rederi A/S hatte im September 1995 Transportvolumen verloren, da der internationale Eisenbahnverkehr über Gedser eingestellt worden war.
Folgende Fährschiffe fuhren auf dieser „Nebenstrecke“ der Vogelfluglinie:
- Gedser (I) (Baujahr 1963, IMO-Nr. 5404407), im Einsatz bis 1968, 1968 umbenannt in Falster, 1968 Verkauf, abgewrackt 2002
- Travemünde (I) (Baujahr 1964, IMO-Nr. 6411225), im Einsatz bis 1969, 1969 Verkauf, abgewrackt vermutlich 2011
- Gedser (II) (Baujahr 1968, IMO-Nr. 6803246), im Einsatz bis 1975, 1976 Verkauf, abgewrackt 2007 in Alang (Indien)
- Vikingfjord (Baujahr 1969, IMO-Nr. 6922341), im Einsatz 10/1970, abgewrackt 2007 in Alang (Indien)
- Travemünde (II) (Baujahr 1971, IMO-Nr. 7104441), im Einsatz bis 1981, 1981 Verkauf, heute NOOR, 2022 zum Abbruch verkauft[48]
- Falster (Baujahr 1975, IMO-Nr. 7382940), im Einsatz 1975, 1981 Verkauf, abgewrackt 2004 in Aliage (Türkei)
- Gedser (III) (Baujahr 1976, IMO-Nr. 7500451), im Einsatz bis 1986, 1986 Verkauf, 2016 abgewrackt
- Travemünde (III) (Baujahr 1981, IMO-Nr. 8000226), im Einsatz bis 1988, 1987 umbenannt in Travemünde Link, 1988 Verkauf, heute Wasa Express
- Gedser (IV) (Baujahr 1976, IMO-Nr. 7358743), im Einsatz 1986 bis 1989, 1987 umbenannt in Gedser Link, 1989 Verkauf, abgewrackt 2010 in Alang (Indien)
- Falster Link (Baujahr 1969, IMO-Nr. 6910453), im Einsatz 1987 bis 1998, 1998 Verkauf, abgewrackt 2006 in Alang (Indien)
- European Gateway (Baujahr 1975, IMO-Nr. 7400261), später Travemünde Link im Einsatz 1988 bis 1999, 1999 Verkauf, später Penelope und am 16. Juli 2013 als „Lopi“ abgewrackt
- Europa Link (Baujahr 1966, IMO-Nr. 6601997), im Einsatz 1990 bis 1996, 1993 umbenannt in Al Salam 93, abgewrackt 2004

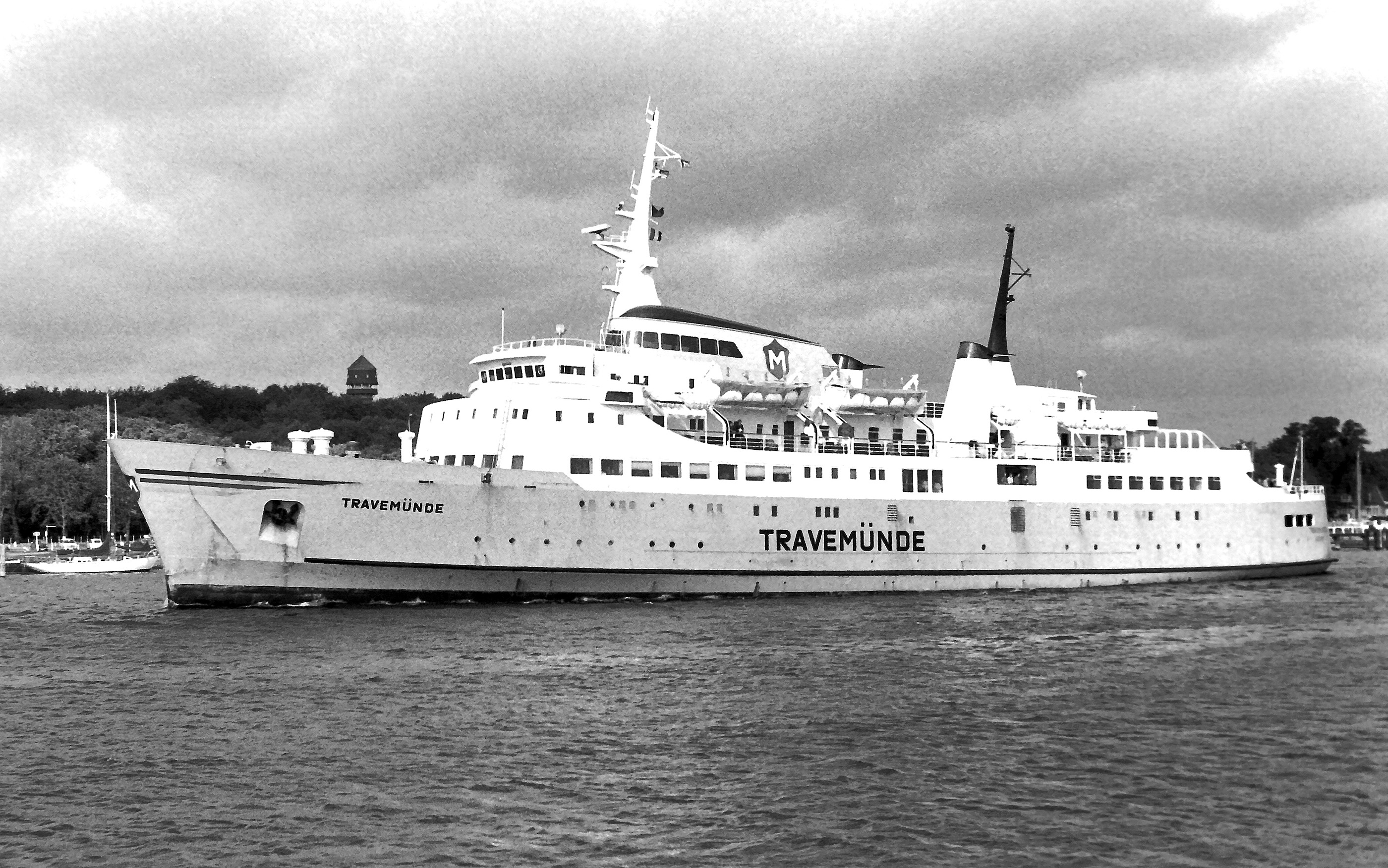
Fährschiff Travemünde (I) 1964–1969
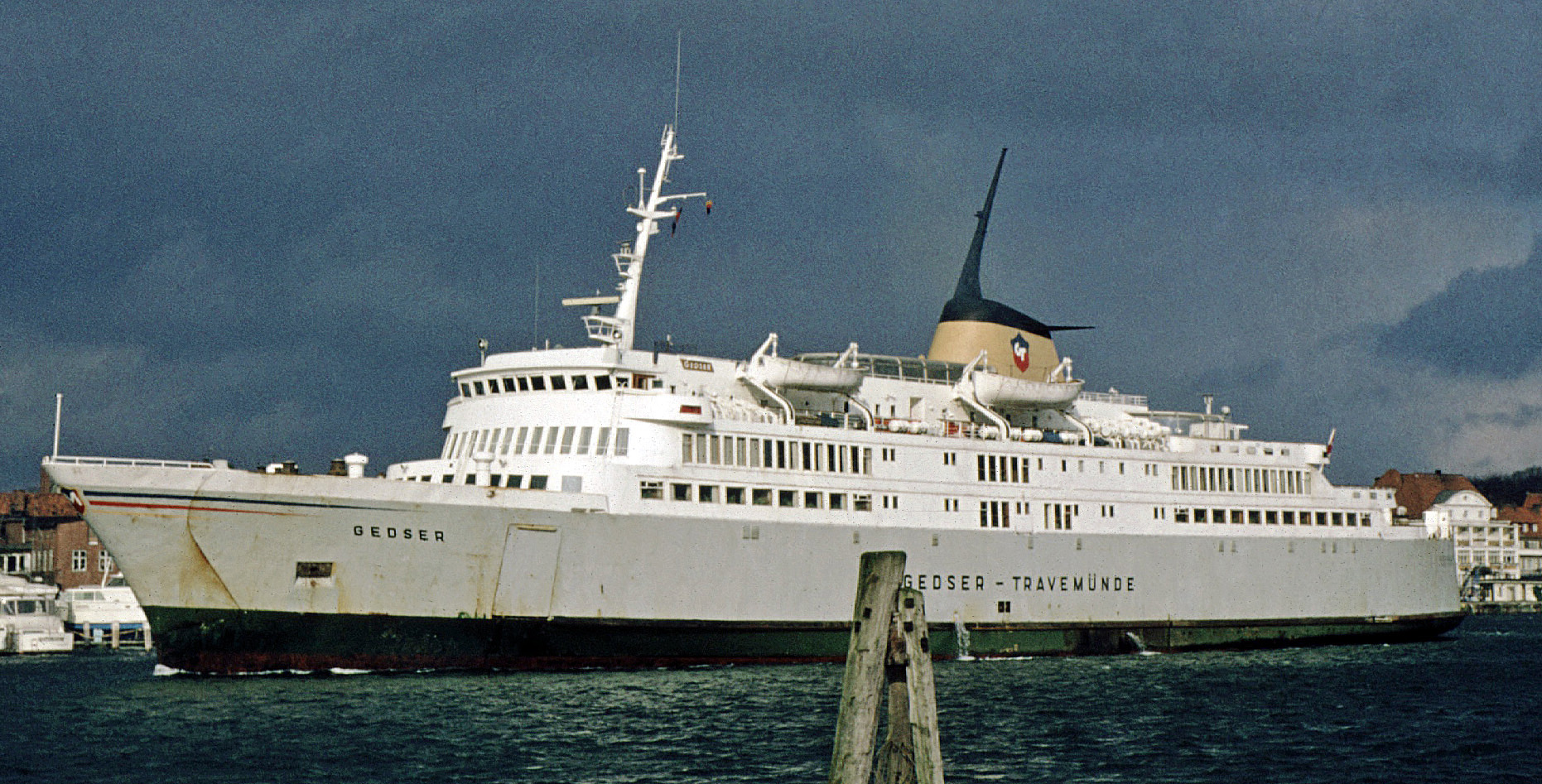
Fährschiff Gedser (II) 1968–1976
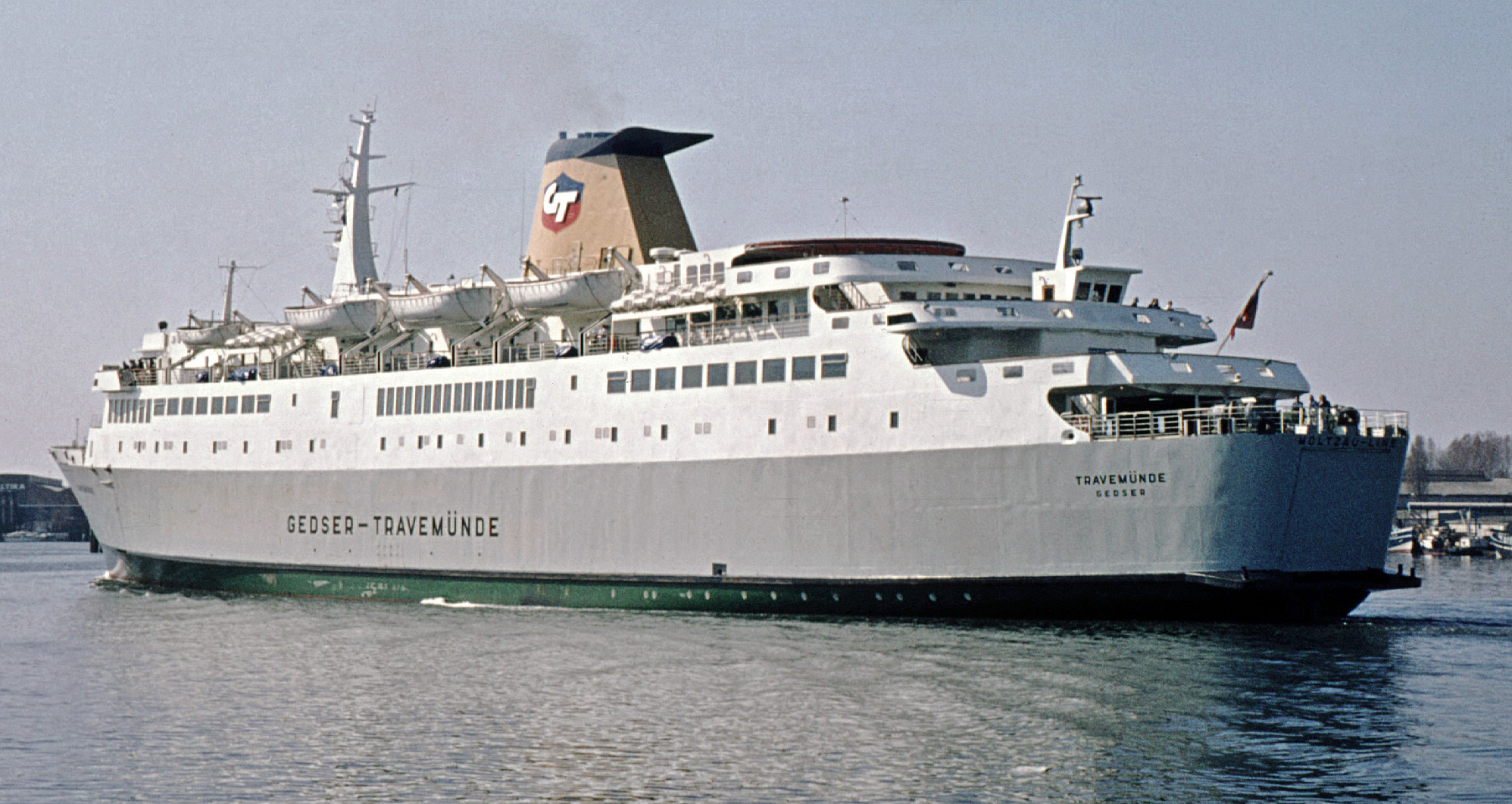
Fährschiff Travemünde (II) 1971–1981
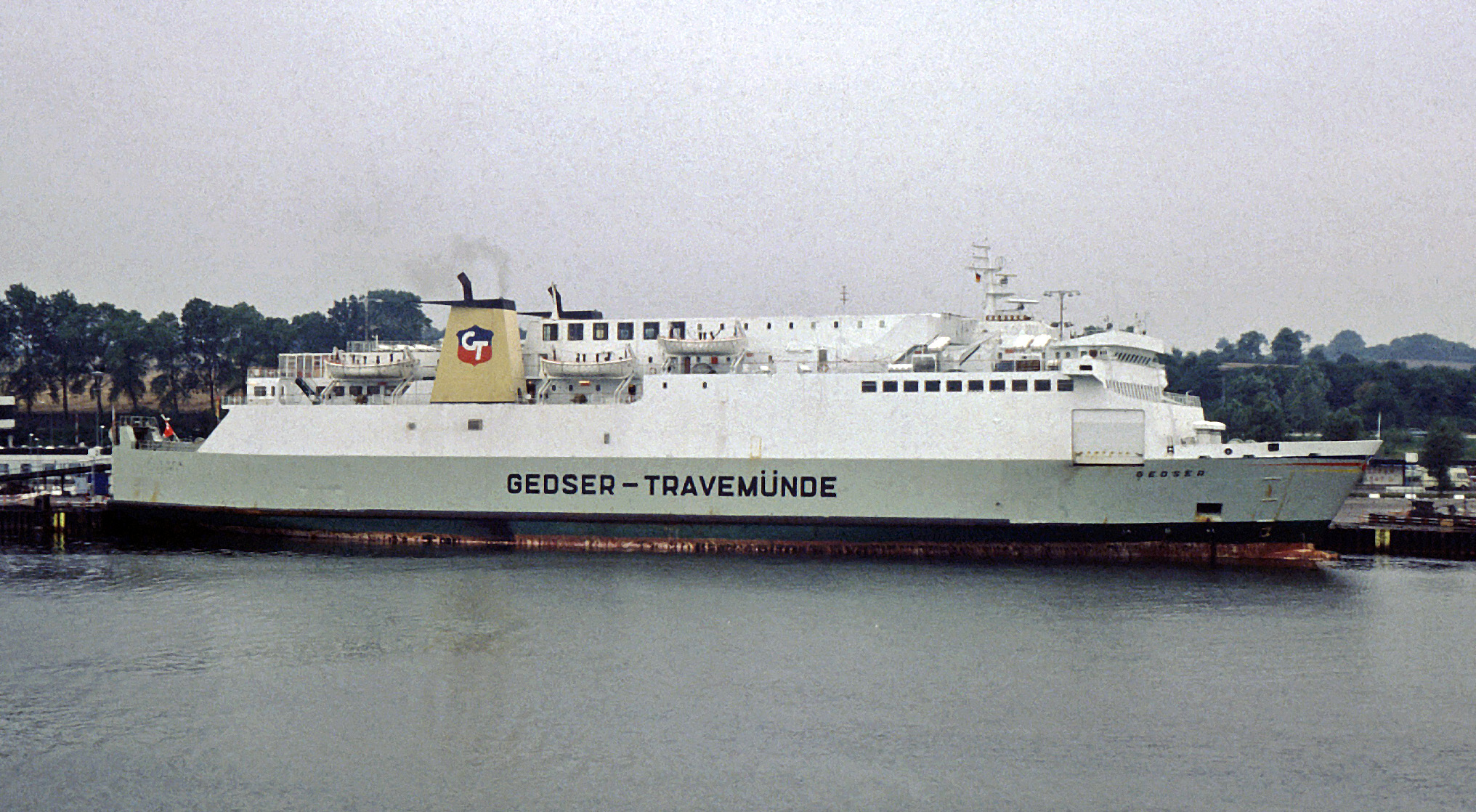
Fährschiff Gedser (III) 1976–1986
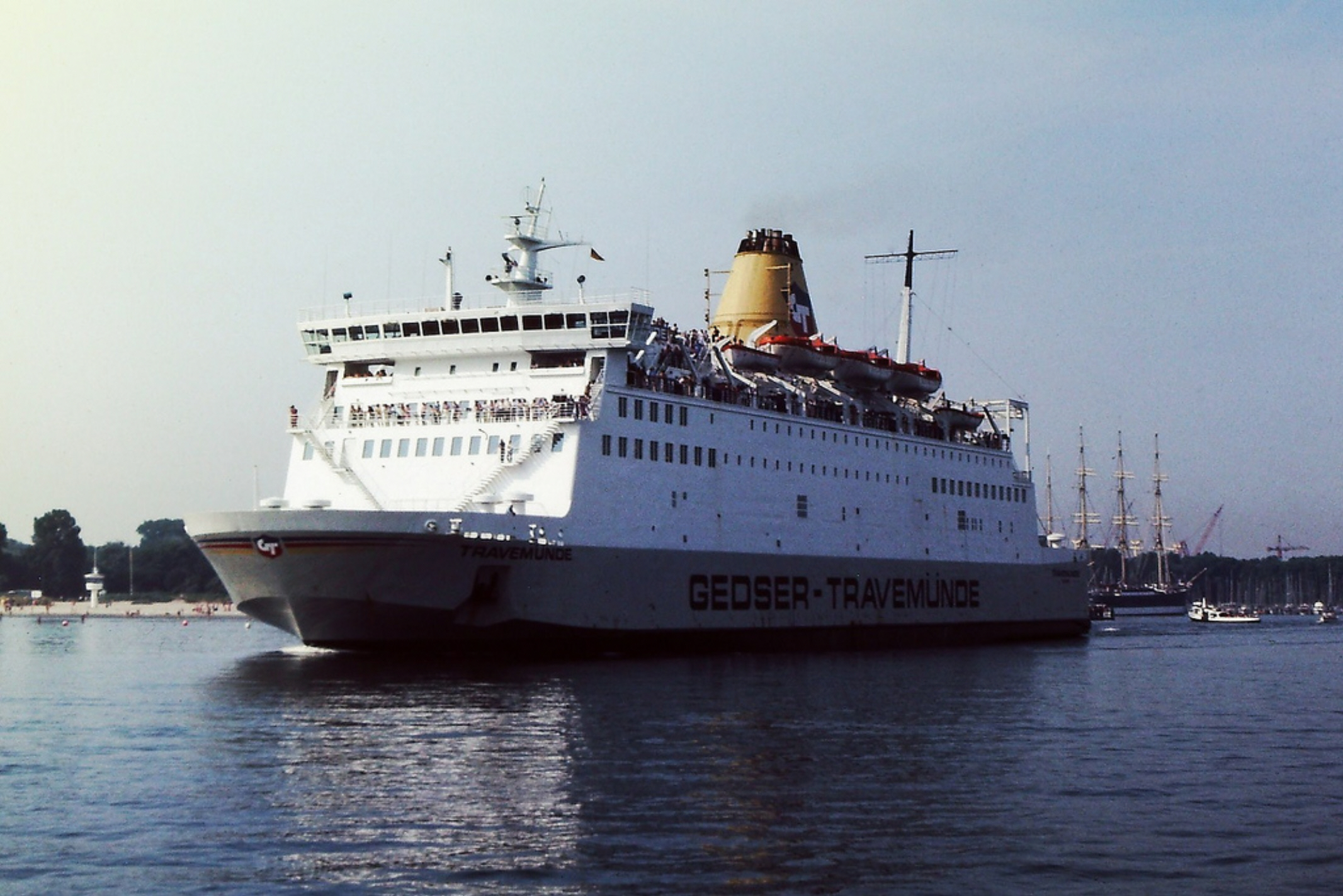
Fährschiff Travemünde (III) 1981–1988 heute Fährschiff Wasa Express
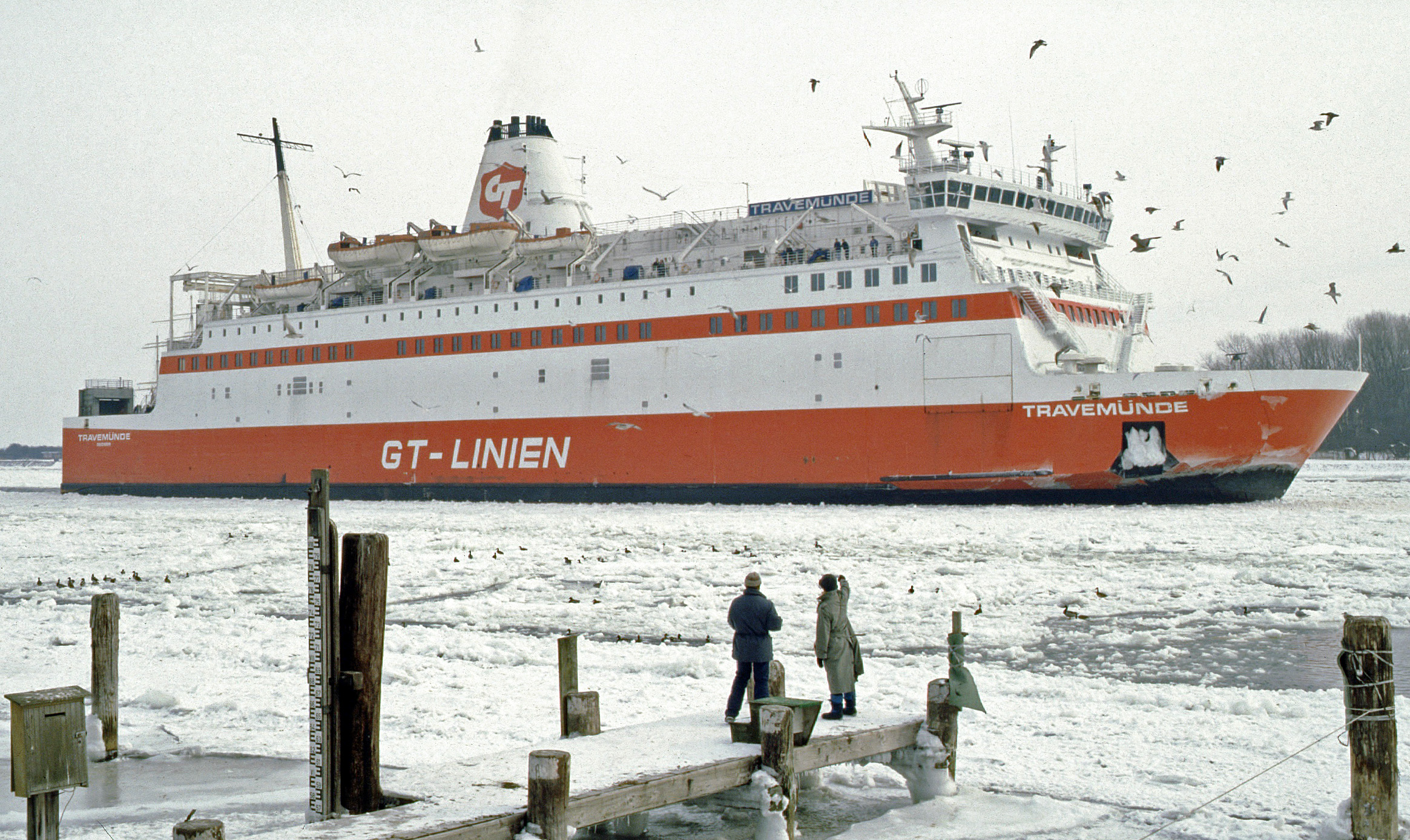
Fährschiff Travemünde (III) in neuen Farben im Eiswinter 1986
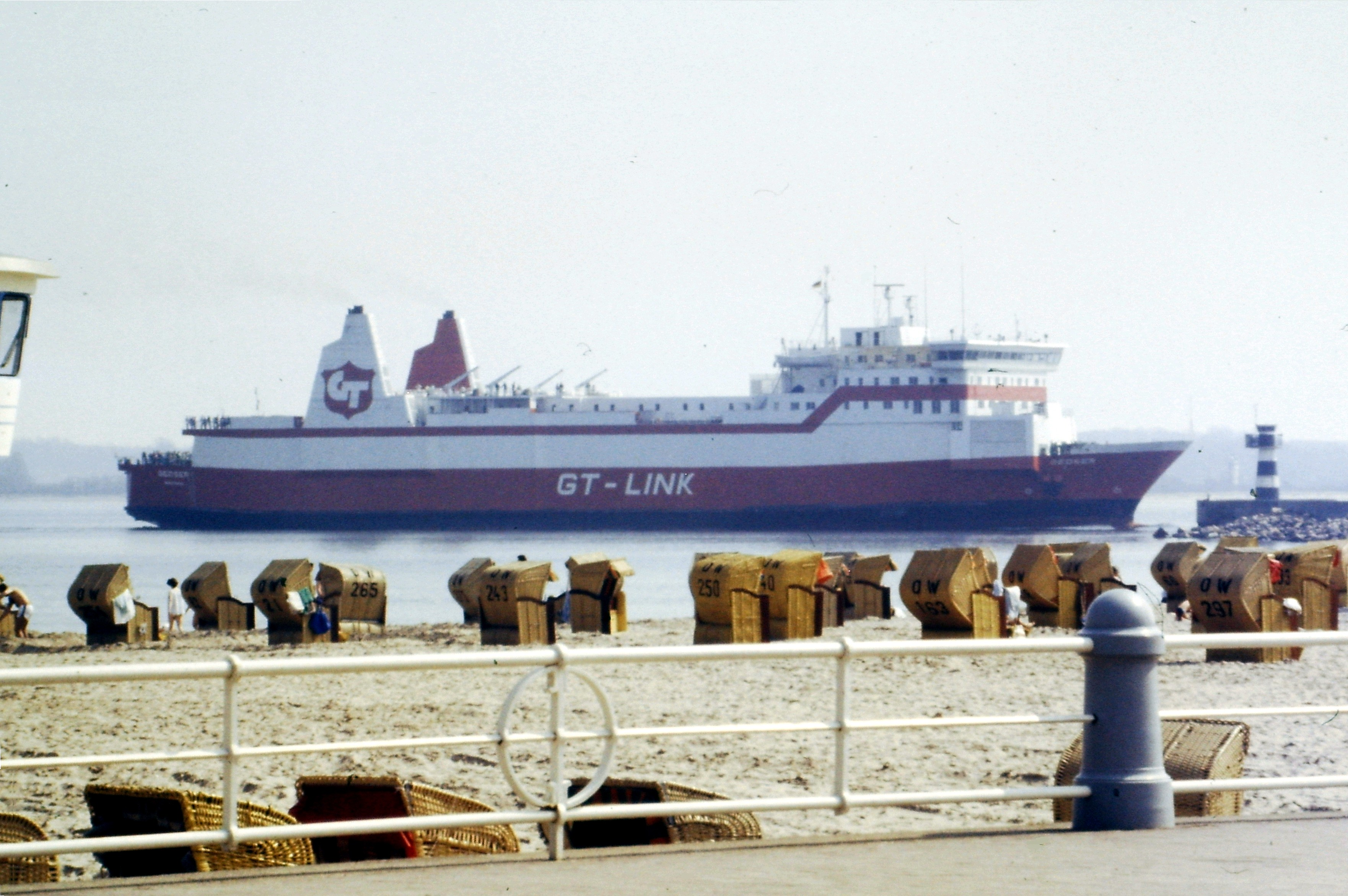
Fährschiff Gedser (IV) 1986–1989
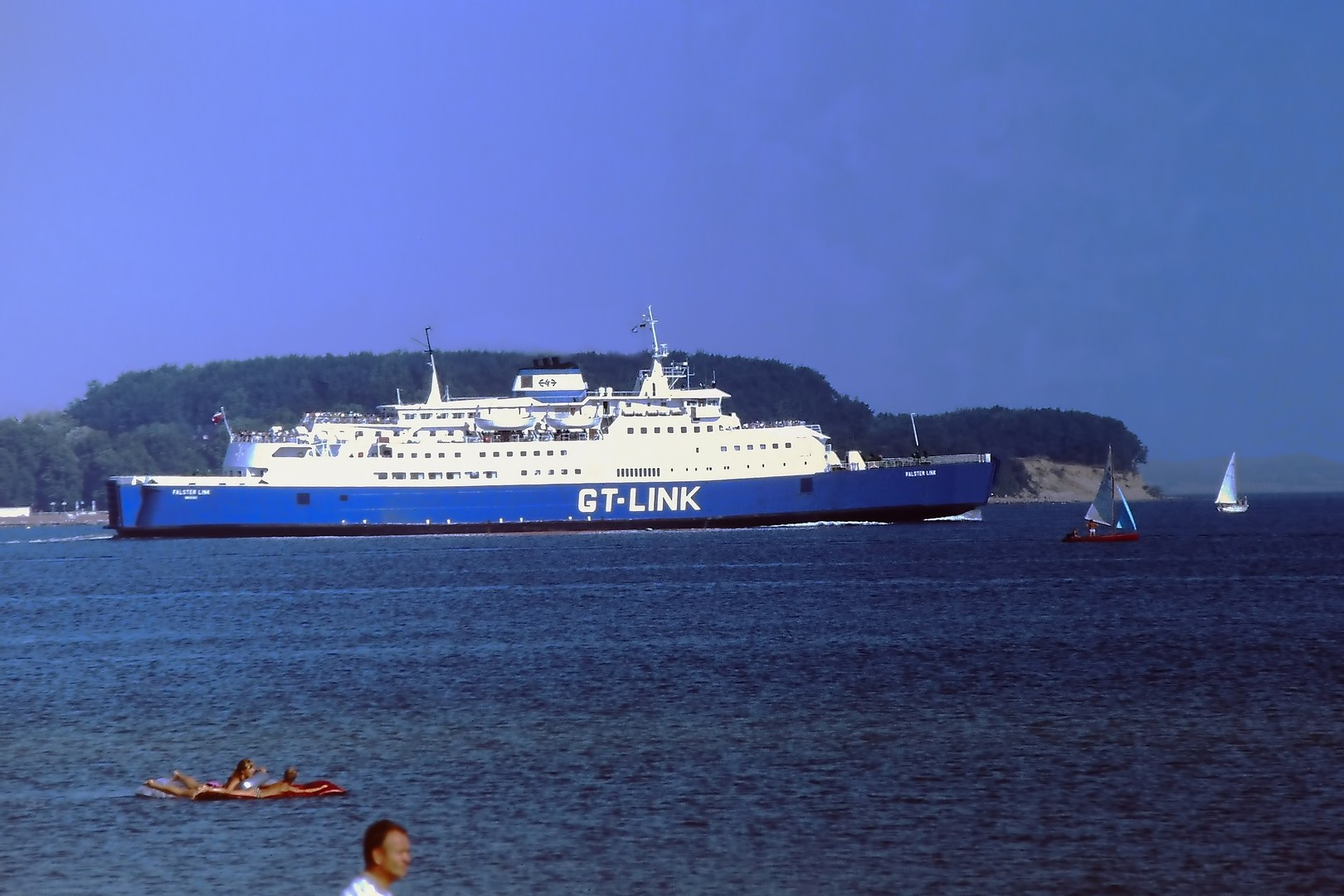
Fährschiff Falster Link 1987–1998
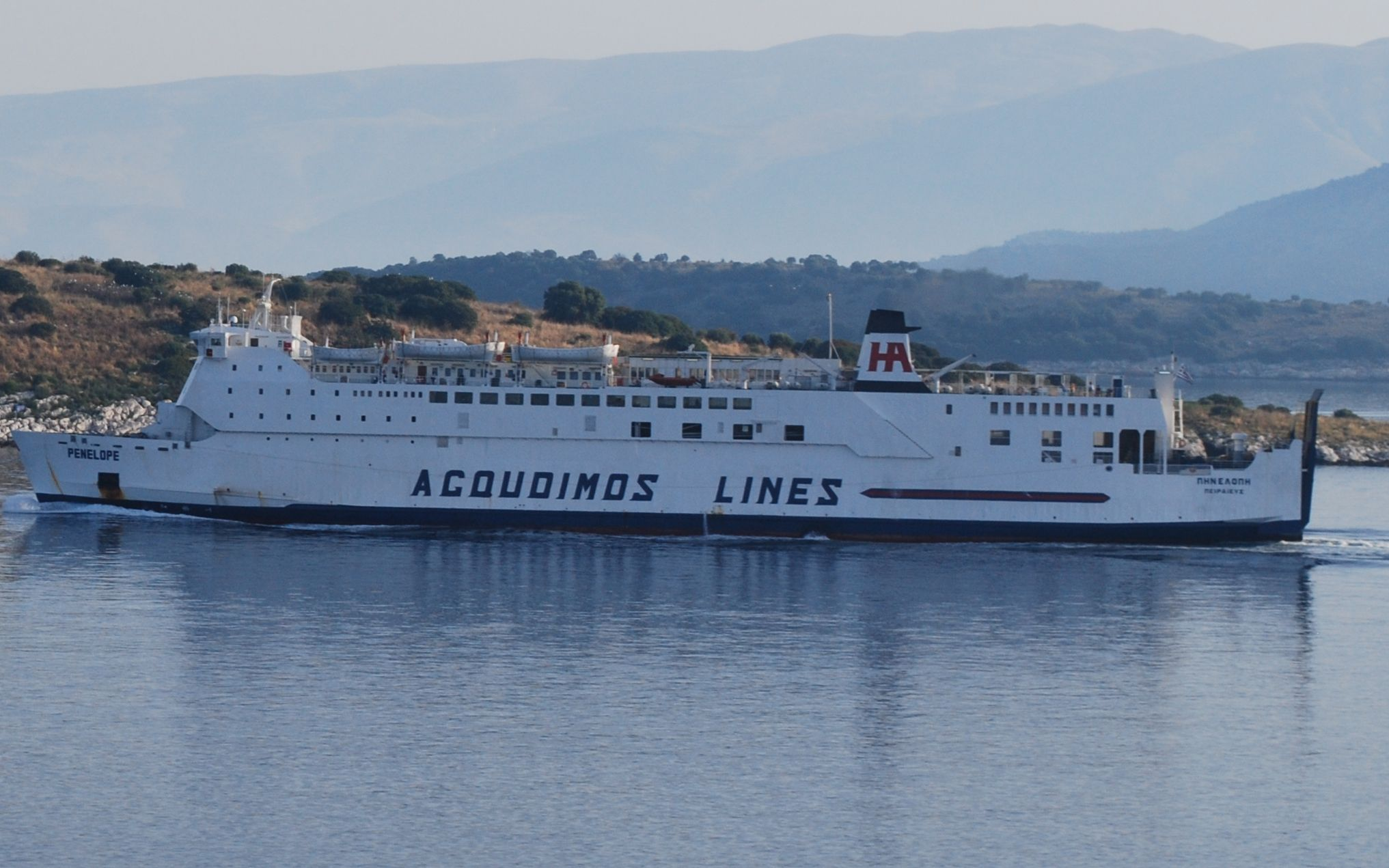
Fährschiff Penelope ehem. Travemünde Link 1988–1999. gebaut 1975 als European Gateway

### Ausblick
Zur Beschleunigung des Verkehrs mit Dänemark wurde gegenüber der Jütlandlinie die Vogelfluglinie anstelle einer festen Rostock-Gedser-Querung favorisiert. Es wurde geplant, bis 2021 eine feste Fehmarnbelt-Querung einzurichten. Lange Zeit blieb ungewiss, ob dies eine Brücke oder ein Tunnel werden würde.
Am 3. September 2008 wurde der für das Vorhaben notwendige Staatsvertrag zwischen Deutschland und Dänemark geschlossen.
Bauherr und Betreiber der Fehmarnbeltquerung wird die dänische Betreibergesellschaft Femern A/S sein. Die Baukosten von ca. 5,5 Mrd. Euro (2008) sollen durch Mautgebühren in Höhe heutiger Schiffspassagekosten refinanziert werden. Das Angebot einer chinesischen Beteiligung wurde im Oktober 2012 von der Femern A/S abgelehnt.
Die Deutsche Bahn rechnet nach Fertigstellung mit einer Verkehrszunahme auf täglich 118 Züge und 17.700 Fahrzeuge und fordert, gestützt auf die Ergebnisse einer statischen Nachberechnung mit aktuellen Lastannahmen, eine Ertüchtigung der Fehmarnsundbrücke. Für das derzeitige Verkehrsaufkommen auf der Vogelfluglinie ist die Fehmarnsundbrücke ausreichend dimensioniert und sicher. Für den steigenden Verkehr nach Eröffnung der Festen Fehmarnbeltquerung sind mehrere Varianten in der Diskussion. Im Oktober 2014 haben sich Bundesverkehrsminister Dobrindt und Landesverkehrsminister Meyer darauf verständigt, neben dem Neubau von zwei Brücken im weiteren Verfahren auch andere Varianten näher zu betrachten.

## Wissenswert
Verschiedentlich ist die Vogelfluglinie auch Handlungsort in Literatur und Film. Dazu zählen der Film Zugvögel … Einmal nach Inari (1997) und die Tatort-Folge Kressin stoppt den Nordexpress (1971). Zu den Romanen, deren Schauplatz (auch) hier angesiedelt wird, zählen
- Rødby–Puttgarden von Helle Helle[57],
- Dietrich Petersen: Todesbelt[58],
- Larissa Bendel: Puttgarden Mitte See[59] und
- Tilmann Schott-Mehrings: Jenseits vom Øresund[60].